# Nissan Micra
La Nissan Micra, ou March au Japon, est une citadine produite depuis 1982 par le constructeur automobile japonais Nissan.

## Présentation
À la fin des années 1970, Nissan envisage d'élargir sa gamme en produisant une voiture compacte, plus petite que la Pulsar, afin de contrer la réussite de la Toyota Starlet. Osamu Ito, un ingénieur ayant travaillé pour Prince, est nommé à la tête du projet. L'enjeu est de créer une auto économique, facile à conduire et séduisante, avec suffisamment de place pour loger quatre adultes. Visant une carrière internationale, Nissan confie son dessin au réputé studio Italdesign-Guigiaro. En octobre 1981, après trois ans d'études, un prototype fonctionnel dénommé NX-018 est présenté à l'occasion du 24e Tokyo Motor Show. Le public découvre une auto attachante, très bien pensée, abritant sous son capot un petit moteur 1,0 L entraînant les roues avant. Initiative originale : dès la fin du salon, Nissan lance une vaste campagne nationale et propose aux Japonais de nommer eux-mêmes la voiture. L'engouement est au rendez-vous car, durant trois mois, les propositions arrivent par milliers. Après délibérations, Nissan tranche en faveur d'un nom percutant : March.

## Micra K10 (1982 - 1992)
Pour les articles homonymes, voir K10.

### Description
Nissan livre en concessions japonaises ses premiers modèles en octobre 1982, dans un premier temps uniquement en 3 portes. En vraie citadine, la March dispose de mensurations contenues avec 3,785 m de long, 1,560 m de large et 1,395 m de haut.
Côté style, le design va à l'essentiel, et la K10 arbore des formes très cubiques. L'intérieur est quant à lui sobre et bien construit.
Le moteur, un 4-cylindres tout alu SOHC (un seul arbre à cames en tête) de 987 cm3 de 57 ch (au Japon), baptisé MA10S. Il est alimenté par un carburateur contrôlé par électronique (Nissan ECC). Il est accouplé à une boîte de vitesses manuelle à 4 ou 5 rapports, ou bien une automatique à 3 rapports.
Côté châssis, la K10 adopte une suspension indépendante de type MacPherson à l'avant et un essieu rigide à 4 tirants à l'arrière (formule très prisée par Nissan à l'époque). Les finitions sont au nombre de 4 au lancement de la Micra : March E (entrée de gamme), L (adaptée aux petites familles), S (fonctionnalité de l'habitacle accrue) et enfin la March G, le modèle haut de gamme. La série est complétée, par la Collet au printemps 83, et en septembre de la même année, par l'apparition d'une carrosserie 5 portes.
Début 1985, outre un subtil changement de calandre, Nissan lance la March Turbo, version sportive animée par un bloc turbo-compressé, sur base du 1,0 l. Le MA10ET, à injection électronique (ECCS) développe alors 85 ch. Elle dispose d'équipements spécifiques comme les antibrouillards avants intégrés au pare-chocs, un becquet arrière, une double sortie d'échappement, un tableau de bord à affichage numérique…
Arriveront ensuite de nouvelles déclinaisons, dont la Pumps, la Canvas Top, ou encore la i.z.
Une mise à jour des K10 est entreprise début 1989. Les phares, la calandre, les pare-chocs et l'habitacle sont modifiés.
Pour marquer le coup, Nissan dévoile ce qui est la March de série la plus performante jamais construite : la Super Turbo. Derrière ce nom se cache un moteur combinant un compresseur et un turbocompresseur, une première au Japon. À bas et mi-régimes, le compresseur assure un couple très appréciable tandis qu'au delà, le HT10 prend la relève et crache sa fougue dans les cylindres.
Grâce à ce duo, le petit moteur MA09ERT (930 cm 3), surplombé en prime d'un échangeur air-air est capable de délivrer pas moins de 110 ch. Avec un poids total de 770 kg, le petit bolide est capable d'atteindre 180 km/h en pointe et abat le 0 à 100 km/h en 7,7 s. En plus des équipements présents sur la Turbo, elle gagne entre autres une entrée d'air sur le capot, des roues de 13 pouces, une barre anti-roulis à l'avant et à l'arrière, ainsi qu'un différentiel à glissement limité sur la boîte 5. Une version d'homologation en compétition, préparée par Nismo et Autech est également disponible (allègement, boîte courte…)
Au fil du temps, Nissan produira des séries spéciales (March G 50th anniversary, Turbo white Select…) de même que des véhicules atypiques reprenant la plate-forme des K10, parmi lesquels on retrouve la Be-1, la Pao ou encore la Figaro.
Les modèles destinés à l'exportation seront renommés Micra. Elles arriveront en Europe en 1983, en 3 puis 5 portes avec pour motorisations les 1,0 L (MA10 de 50 ch et MA10S de 54 ch), et s'ajoutera lors du restylage de 1989 un 1,2 l, le MA12S de 60 ch. Elles recevront des boîtes manuelles ou automatiques.
Le marché français propose les finitions GL, DX, L ou encore LX, ainsi que quelques séries spéciales, à l'instar des Canvas Top et Color.
La K10 est également vendue au Canada de 1984 à 1991, avec pour unique bloc le 1,2 l développant 56 ch.

### Motorisations
| Moteur               | Cylindrée (cm3) | Nombre de cylindres et architecture        | Puissance maximale (ch) | Couple maximal (N m) | Vitesse maximale (km/h) | 0 à 100 km/h    | Disponibilité  |
| -------------------- | --------------- | ------------------------------------------ | ----------------------- | -------------------- | ----------------------- | --------------- | -------------- |
| Essence              |                 |                                            |                         |                      |                         |                 |                |
| 1.0 (MA10S)          | 988             | 4 cylindres, 8 soupapes                    | 50 / 55                 | 73 / 76              | 140 / 145               | 15 s 4 / 14 s 6 |                |
| 1.0 (MA10S)          | 988             | 4 cylindres, 8 soupapes                    | 57                      | 78                   | nc                      | nc              | Japon          |
| 1.0 (EK10FR)         | 988             | 4 cylindres, 8 soupapes, turbo             | 85                      | 118                  | 160                     | nc              | Japon          |
| 0.9 (MA09ERT)        | 930             | 4 cylindres, 16 soup., turbo + compresseur | 110                     | 130                  | 180                     | 7 s 7           | phase 3, Japon |
| 1.2 (MA12S)          | 1 235           | 4 cylindres, 8 soupapes                    | 57                      | 93                   | 142                     | 15 s 9          | phase 3        |
| 1.2 catalysé (MA12S) | 1 235           | 4 cylindres, 8 soupapes                    | 60                      | 92                   | 142                     | 15 s 9          | phase 3        |

### Galerie

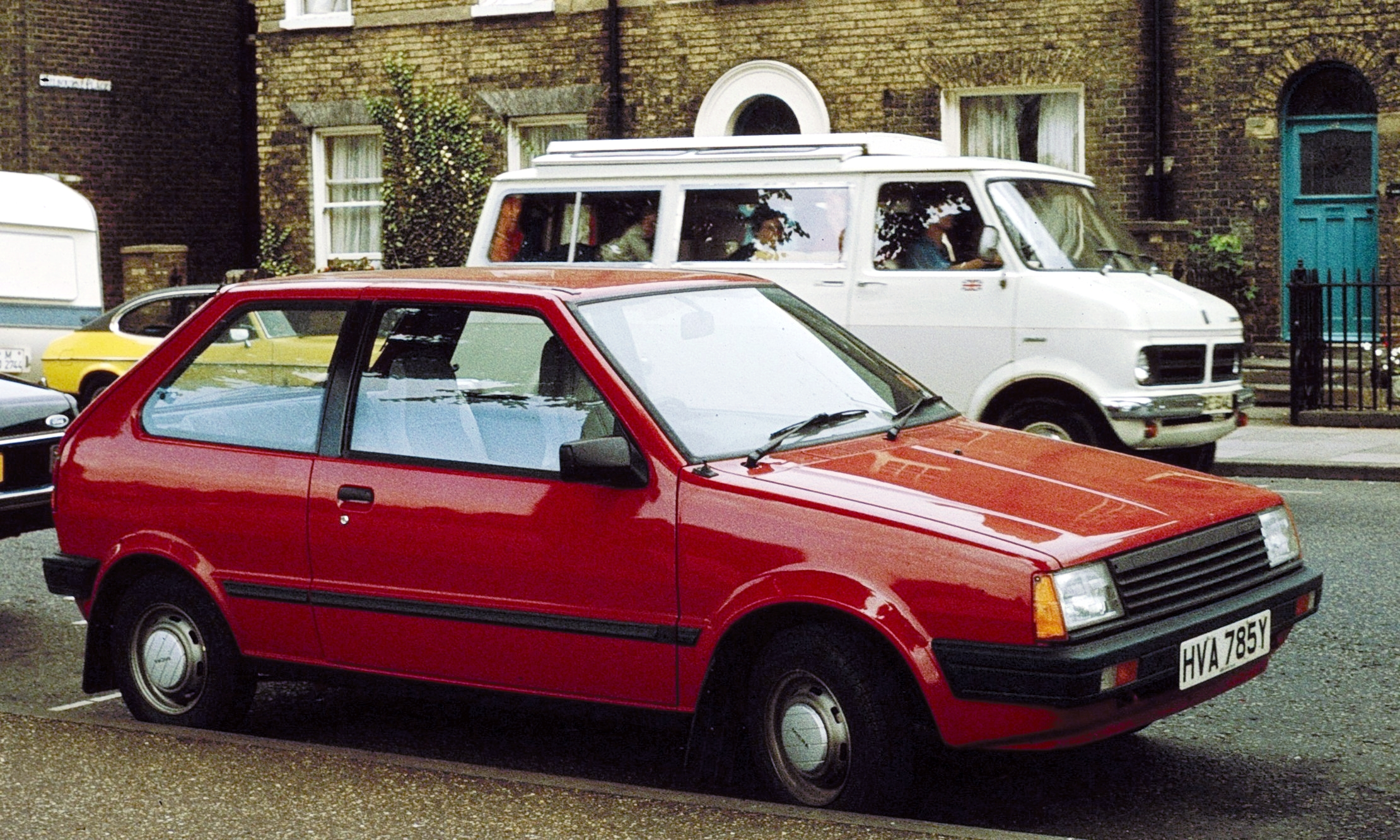
Micra K10 '82.
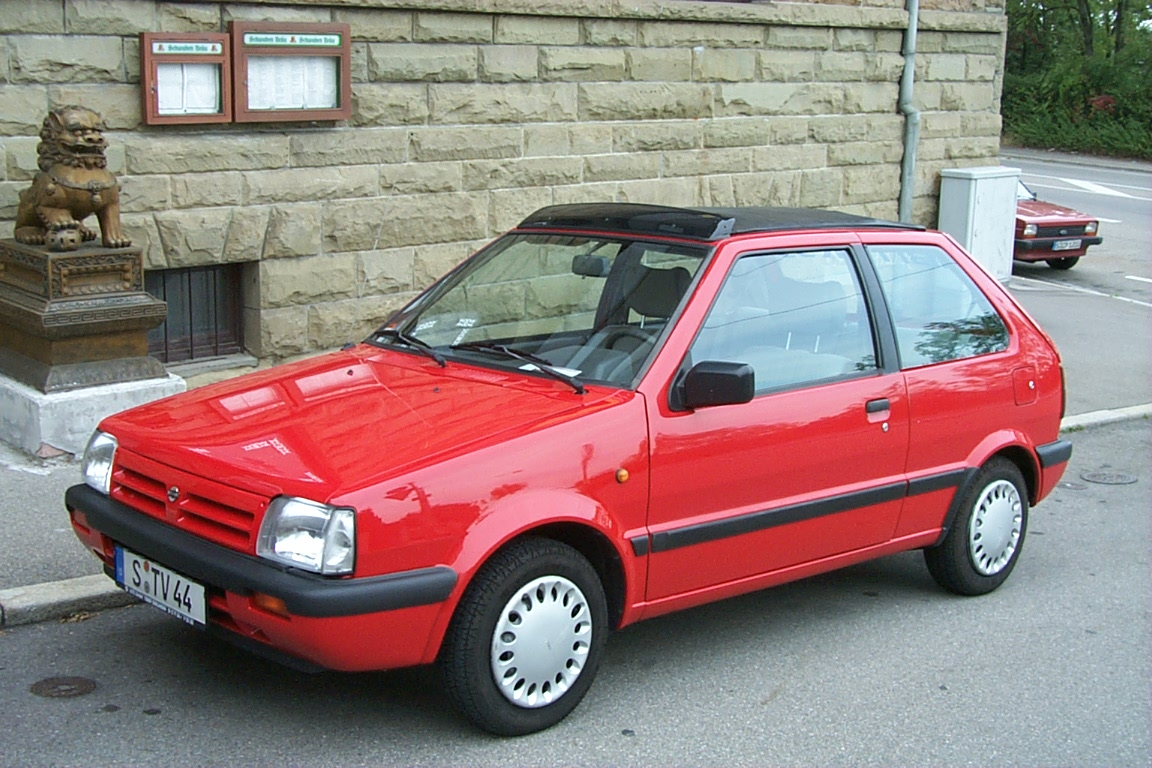
Micra K10 LX.
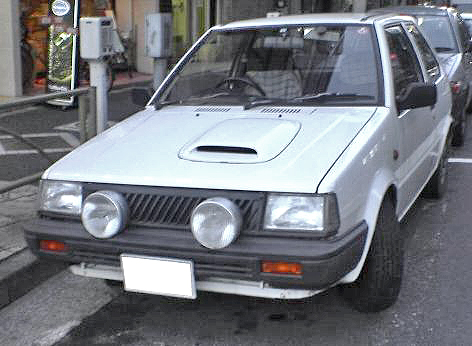
Nissan March R.
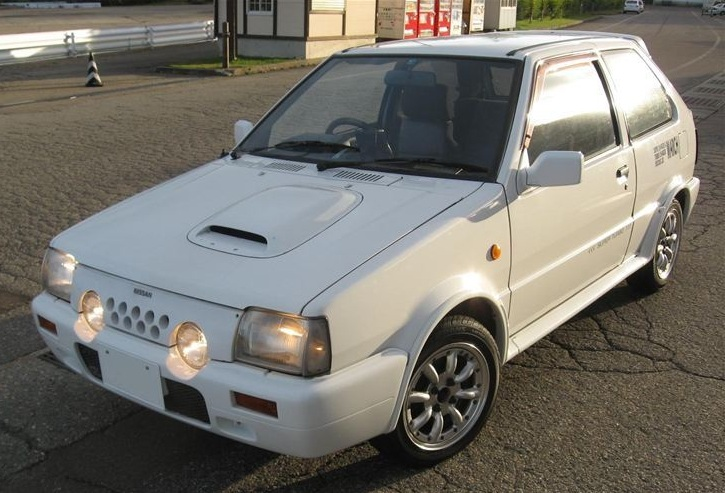
Nissan March Superturbo.

## Micra K11 (1992 - 2003)
Pour les articles homonymes, voir K11.
La seconde génération de Micra est élue « Voiture européenne de l’année » en 1993, première voiture japonaise à remporter ce titre.

### Description
À la suite du grand succès rencontré par la K10, Nissan décide d'apporter à sa citadine phare une refonte complète. Pour cette deuxième génération, la March profite des designers de la marque qui lui dessinent des formes plus amicales. Elle perd dans l'opération 40 mm en longueur mais gagne légèrement en largeur et hauteur afin d'accroître son habitabilité. L'empattement également est allongé de 60 mm. Début 1992, au moment de sa commercialisation japonaise, Nissan offre le choix parmi deux nouveaux moteurs à deux arbres à cames 16 soupapes à injection : le CG10DE (998 cm3) de 58 ch, et le CG13DE (1 274 cm3) de 79 ch. Une architecture sophistiquée et encore rare sous le capot des citadines de l'époque. Côté transmissions, on retrouve une classique boîte 5 manuelle, une automatique à 4 rapports, ainsi qu'une inédite CVT. C'est en effet sur la March que Nissan inaugure sa toute première boîte à variation continue. Toujours très légère (entre 750 kg et 840 kg selon motorisation et carrosserie). On retrouve comme sur la K10 une suspension indépendante (type McPherson) à l'avant, tandis que le train arrière se dote désormais d'un ensemble à 5 tirants. La gamme hérite des finitions i.Z et i.z-f, découvertes sur la génération précédente, complétée par les modèles Sharp (diesel) A, C et G. Pour l’équipement, la direction assistée est désormais de série, tandis que certaines versions bénéficient des vitres électriques, de la fermeture centralisée ou encore de la climatisation. Comme auparavant, le toit ouvrant fait partie des nombreuses options, et un différentiel à glissement limité est même proposé sur les 1,3 L. Petit à petit, de nouvelles finitions verront le jour avec les séries Flat (bémol), Austrada et G, puis l'airbag conducteur sera installé de série. Fin 95, les K11 recevront une légère mise à jour esthétique.
Un restylage plus profond est opéré en mai 1997 : les March se parent de nouveaux phares, feux, capot et répétiteurs de clignotants ; l'habitacle est aussi remanié et la dotation de série est enrichie (ABS, airbags conducteur et passager…). La Collet à moteur 1 litre fait aussi son retour. Quelques mois plus tard, Nissan présente en concessions sa nouvelle March Cabriolet (munie d'une capote souple électrique).
À la fin de l'année 1999, la K11 recevra une dernière mise à jour esthétique (optiques retravaillées) Le CG10DE en profite pour grappiller 2 ch, le CG13DE est remplacé par un CGA3DE (1 348 cm3) de 85 ch ; les boîtes de vitesses sont améliorées (E-ATx auto 4 rapports et Hyper CVT). Une 4 roues motrices est ajoutée, en même temps qu'une version break, la March Box, et une version avec un coffre.
Tout au long de cette génération, Nissan introduira des séries limitées des plus diverses (V3 award, White limited, Casual limited…) et élaborera en collaboration avec Autech des March au style rétro, à l'apparence très particulière. Ce sera le cas des Tango, Bolero, Rumba et Polka.
Cette fois-ci fabriquées en Grande-Bretagne dans l'usine de Sunderland, les Micra européennes débarqueront dès fin 1992 avec des motorisations identiques aux versions japonaises, avec dans un premier temps le 1,0 Lde 55 ch et le 1,3 L de 75 ch. Lors du restylage de 1998, un 1,5 litre diesel PSA (TUD) de 57 ch est ajouté alors que le CG10DE réévalué à 60 ch, et le 1,4 L CGA3DE de 82 ch accompagneront le lifting de 2000. Ils seront associés à une boîte 5 manuelle ou CVT.
En France, on découvrira les finitions LX, SLX, Deluxe, Lagoon ou Cypia, parmi d'autres. Des séries spéciales verront également le jour, comme les Coutures, Côté sud ou les Star-Cup (équipées d'un kit carrosserie « sportif », similaire aux versions Austrada japonaises ou SR anglaises).
Cette génération de Micra sera élue voiture de l'année en 1993, une première en Europe pour une voiture japonaise.

### Motorisations
| Moteur  | Cylindrée (cm3) | Nombre de cylindres et architecture | Puissance maximale (ch (kW)) | Couple maximal (N m) | Vitesse maximale (km/h) | 0 à 100 km/h | Disponibilité |
| ------- | --------------- | ----------------------------------- | ---------------------------- | -------------------- | ----------------------- | ------------ | ------------- |
| Essence |                 |                                     |                              |                      |                         |              |               |
| 1.0     | 998             | 4-cylindres, 16 soupapes            | 54 (40)                      | 79                   | 150                     | 16 s 4       |               |
| 1.3     | 1 275           | 4-cylindres, 16 soupapes            | 75 (55)                      | 103                  | 170                     | 12 s 0       |               |
| 1.4     | 1 348           | 4-cylindres, 16 soupapes            | 82 (60)                      |                      |                         |              |               |
| Diesel  |                 |                                     |                              |                      |                         |              |               |
| 1.5 D   | 1 527           | 4-cylindres, 8 soupapes             | 57 (42)                      | 95                   | 146                     | 18 s 7       |               |

### Galerie

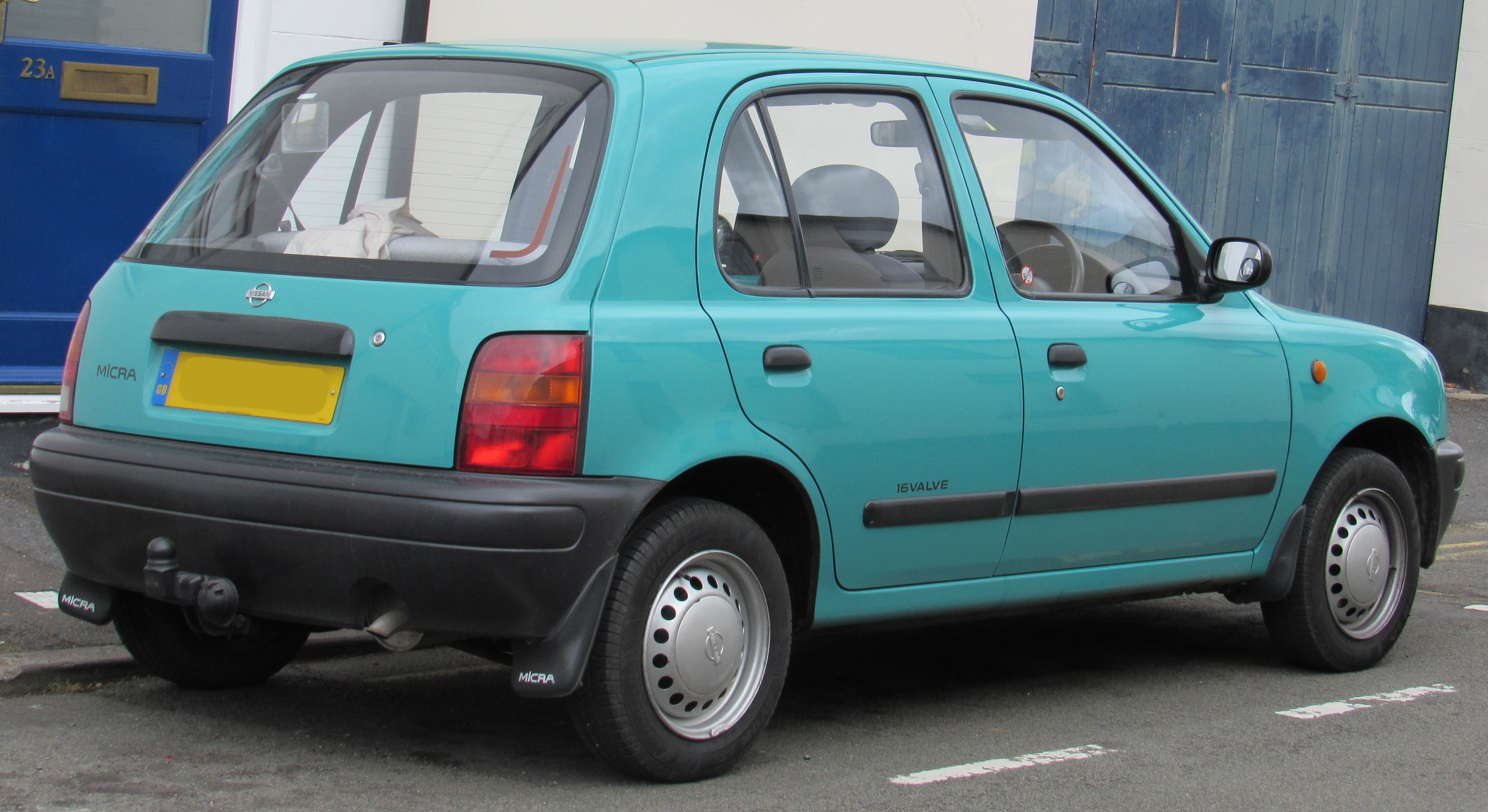
Nissan Micra II phase 1
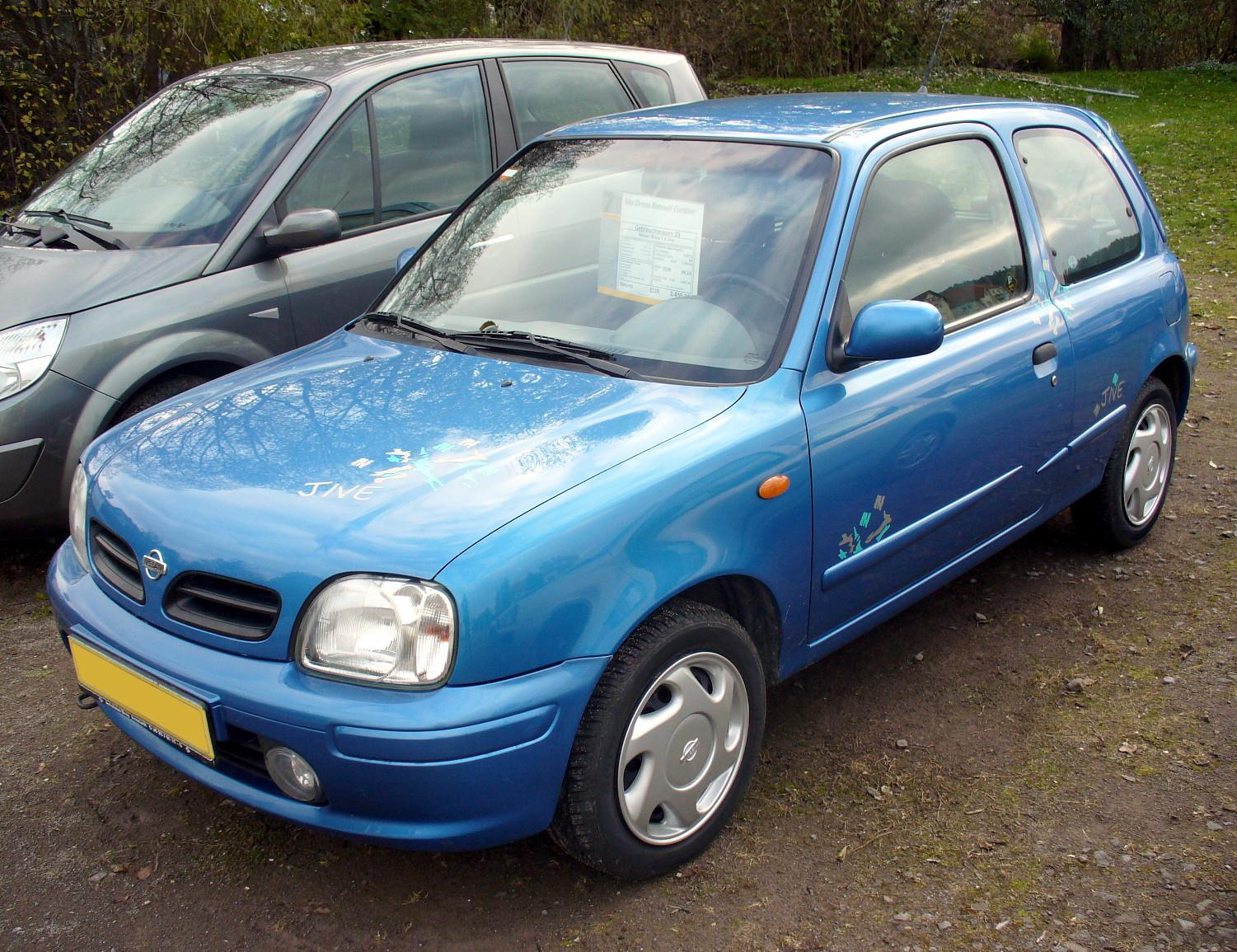
Nissan Micra II phase 2
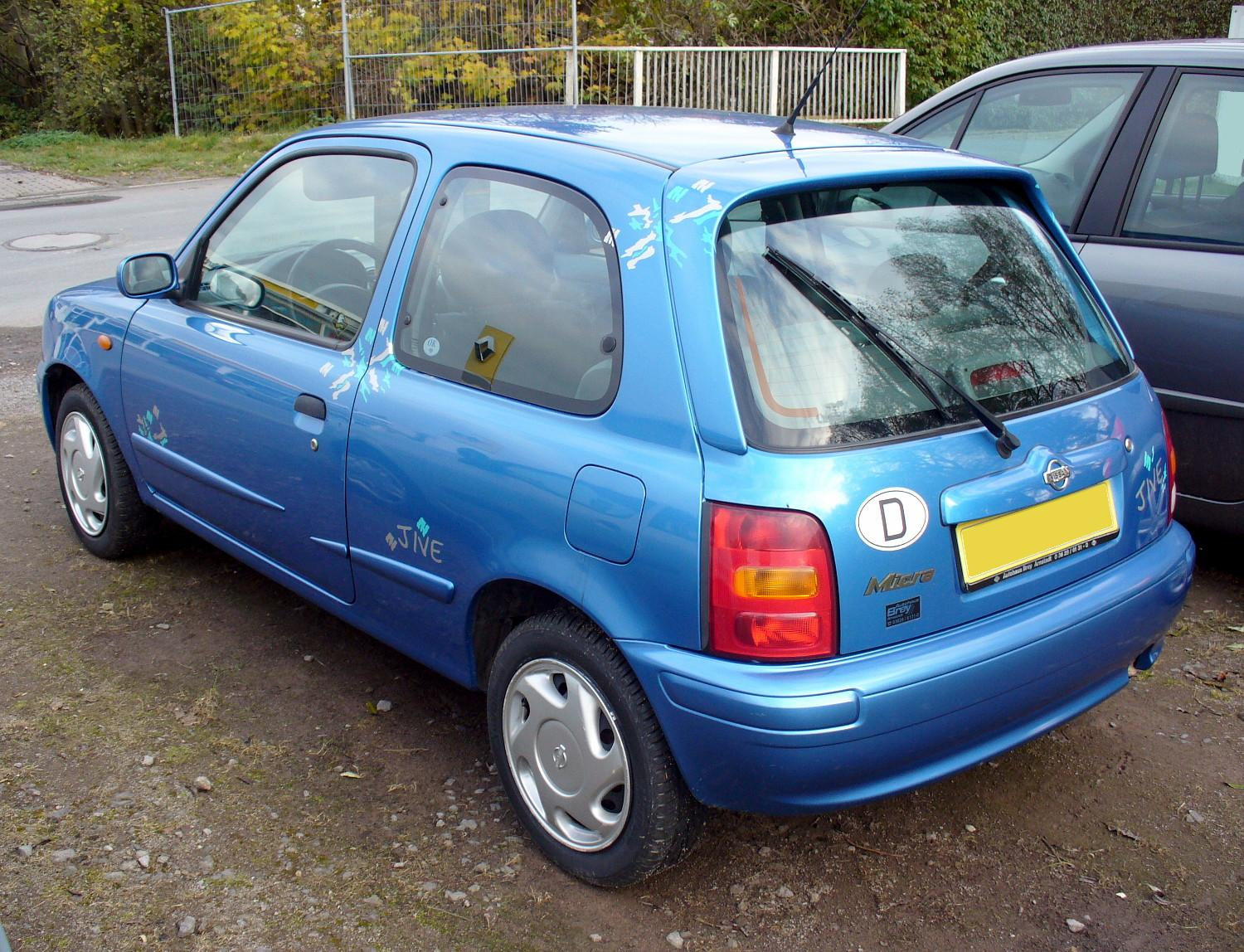
Nissan Micra II phase 2
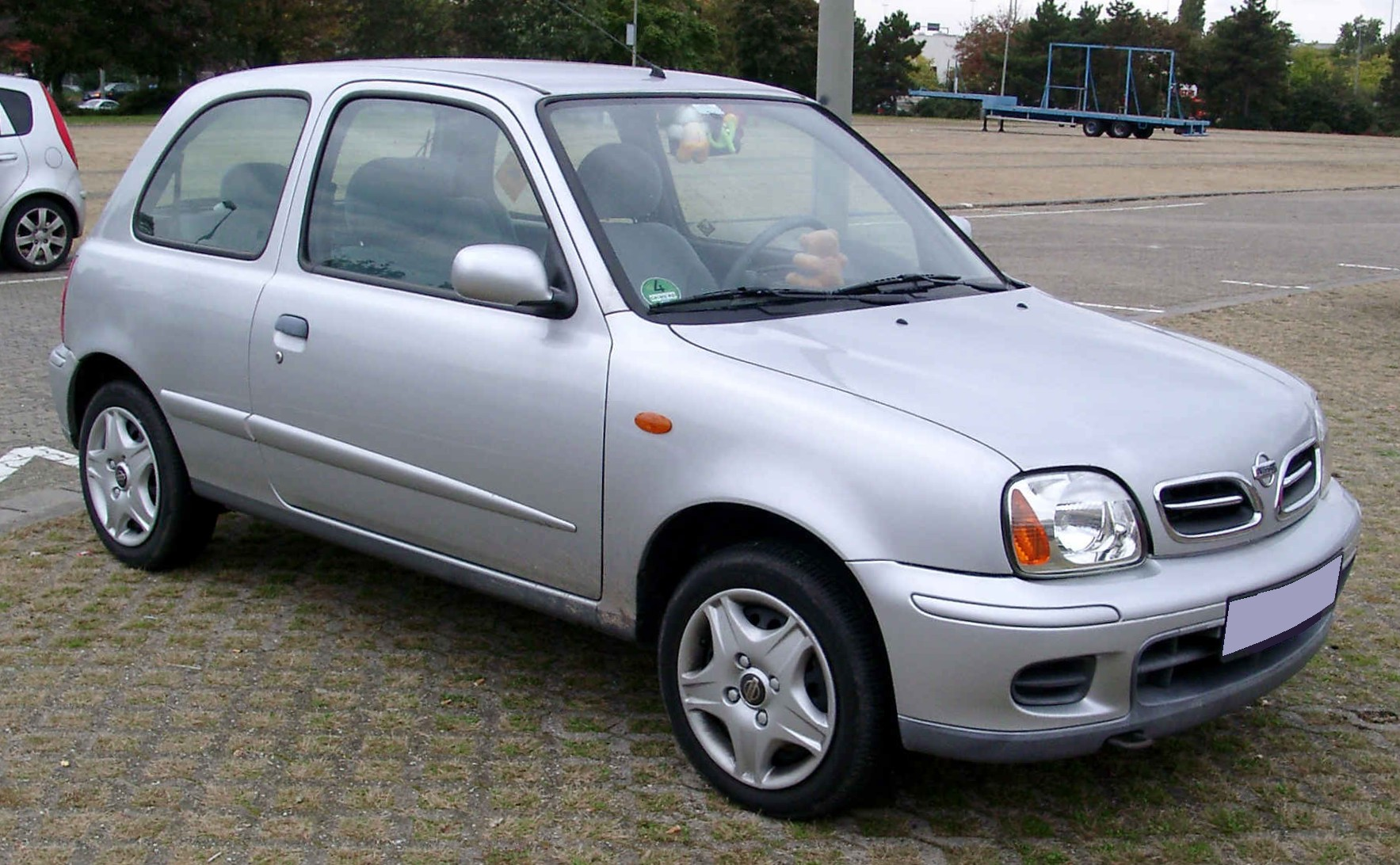
Nissan Micra II phase 3
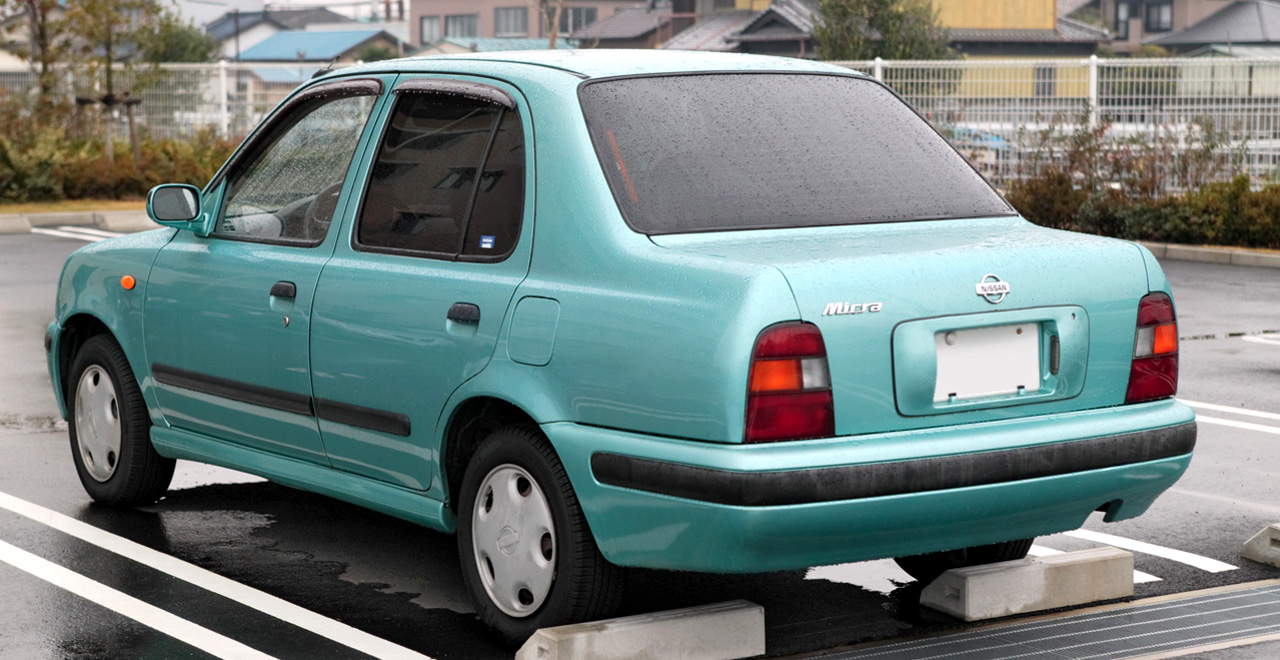
Nissan March 4 portes phase 1
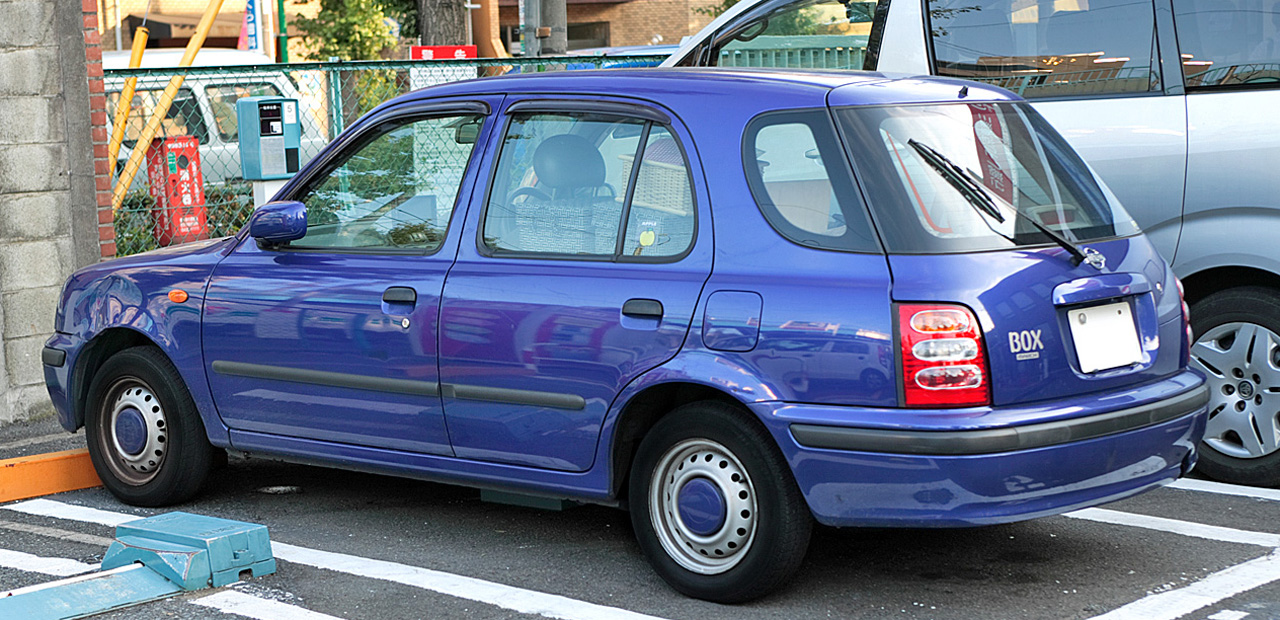
Nissan March Box
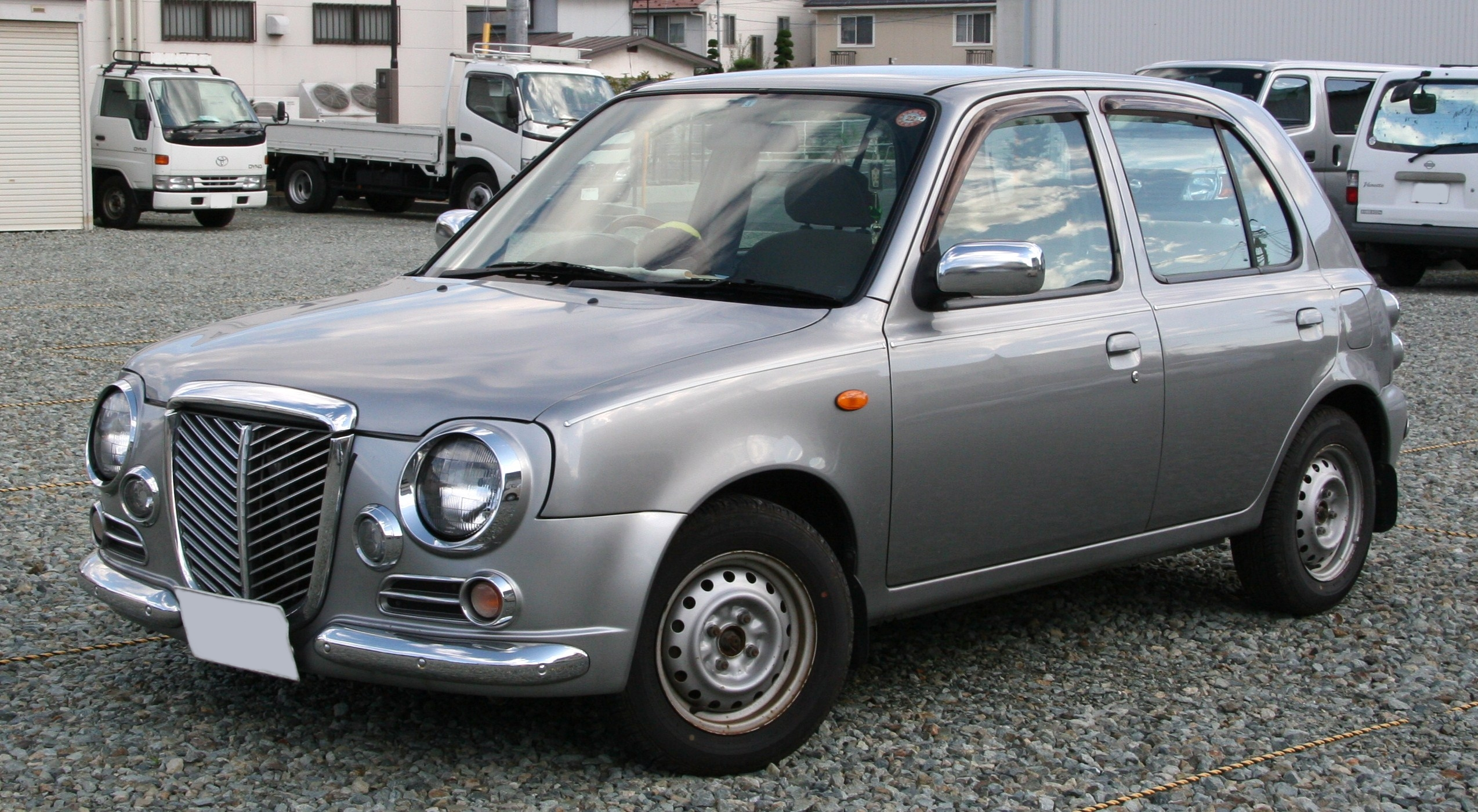
Nissan March Bolero

## Micra K12 (2002 - 2010)
Pour les articles homonymes, voir K12.

### Description
Après un parcours sans fautes, la K11 passe le flambeau à la nouvelle génération, dont les premières commandes au Japon sont honorées au début de l'année 2002. Le véhicule est lancé en France en janvier 2003. Le look de l'auto a beaucoup évolué, conjuguant désormais tendance rétro et style moderne. Par ses formes rondouillettes et ses phares proéminents, la Nissan dégage une forte identité, accentuée par les teintes extérieures et intérieures originales. La clientèle visée se veut donc plus jeune. Elle se révèle à nouveau moins longue que sa devancière, mais plus large et moins haute, avec un empattement qui passe à 2 430 mm. Pour la première fois, à la suite de l'alliance Renault-Nissan de 1999, elle emprunte une plate-forme élaborée conjointement avec le constructeur français. Elle hérite alors d'un essieu arrière à barre de torsion. Sur le plan des moteurs, la citadine a ce coup-ci droit à trois nouveaux blocs de série CR, comprenant un 997 cm3 (CR10DE) de 68 ch, un 1 240 cm3 (CR12DE) de 90 ch et enfin 1 386 cm3 (CR14DE) de 98 ch. Dans un premier temps, la boîte CVT n'est pas reconduite, seules restent la manuelle 5 rapports et l'automatique E-ATx.
La gamme des modèles est simplifiée et comprend dorénavant les 10b, 12c et 14e ; tandis que les équipements de sécurité sont une nouvelle fois améliorés (certaines finitions disposent de 6 airbags de série). Naturellement, ainsi dotées, les March prennent de l'embonpoint et affichent un poids compris entre 870 kg et 950 kg. Une pléthore d'options sont disponibles, parmi lesquelles l'intelligent Key, permettant d'ouvrir, démarrer et arrêter l'auto sans sortir la clef de sa poche. Comme à son habitude, Nissan ne tardera pas à apporter des nouveautés à ses modèles. La première de celles-ci : une transmission 4 roues motrices ingénieuse, disponible sur les 1,4 litre, baptisée e-4WD. Il s'agit en fait d'un moteur électrique entraînant les roues arrière lorsqu'une perte d'adhérence du train avant est détectée, un système léger qui offre l'avantage de fonctionner sans avoir recours à un différentiel arrière ou un arbre de transmission. À l'été 2003, alors qu'est introduite la March 14s à la finition sportive (calandre spécifique, spoiler avant et arrière, roues de 15 pouces...), le bloc 1 litre est supprimé de la gamme.
Les March passent par la case lifting en août 2005, date marquée par la disparition de la carrosserie trois portes, le marché japonais étant essentiellement porté sur les carrosseries à 4 ou 5 portes, quel que soit le gabarit. La 12SR, préparée par Autech, jusque-là considérée comme une série spéciale, intègre le catalogue standard. Jouissant d'un châssis suggestif, cette « hot hatch » de 960 kg animée par un CR12DE préparé (pistons, arbre à cames, admission et échappement...) de 110 ch s'impose alors comme une sérieuse rivale à la Toyota Vitz RS (Yaris TS en Europe). Dans un même temps, la gamme est remaniée et fait une place au HR15DE (1 498 cm3) délivrant 109 ch. Celui-ci, codéveloppé avec Renault, dispose du CVTC (distribution variable en continu) et est accouplé à une boîte Xtronic CVT.
À l'été 2007, les March sont remises au goût du jour et, courant 2008, afin de rebooster les ventes, le constructeur réintroduit sa finition Collet, plus sobrement équipée et donc moins coûteuse.
Les séries limitées de la K12 seront nombreuses au Japon (V Selection, +Conran, 25th Happiness...) et Autech poursuit sur sa lancée avec de nombreux kits néo-rétro comme la Rafeet ou la Bolero.
En Europe, les Micra disposent de blocs 1,2 litre de 65 et 80 ch ; 1,4 L de 88 ch et un 1,5 L turbo-diesel (Renault dCi K9K) de 65 et 82 ch (lancés en mai 2003), en boîte manuelle ou automatique. Quelle que soit la version, ces autos seront très bien équipées (ABS, climatisation, radio CD...). Lors du léger restylage de 2005, Nissan sortira de ses cartons la tonique 160 SR, dotée d'un 1,6 litre (HR16DE) de 110 ch et gratifié de suspensions sport et d'un antipatinage intégré à l'ESP. Plus discrète en apparence que les SR japonaises malgré ses jantes de 16 pouces, elle passe néanmoins de 0 à 100 km/h en moins de 10 s.
À la fin de l'année, la Micra C+C (coupé-cabriolet avec un toit rigide) apparait au catalogue. Construite en Angleterre, elle sera exportée au Japon (en toute petite quantité) peu de temps après. Les Micra européennes reçoivent ensuite une mise à jour de blocs turbo diesel et un nouveau restylage.

### Motorisations
La Nissan Micra K12 est équipée de motorisations essence et diesel, 4 cylindres en ligne, montées transversalement.
| Moteur         | Cylindrée (cm3) | Nombre de cylindres et architecture | Puissance maximale (ch (kW)) | Couple maximal (N m) | Vitesse maximale (km/h) | 0 à 100 km/h | Disponibilité |
| -------------- | --------------- | ----------------------------------- | ---------------------------- | -------------------- | ----------------------- | ------------ | ------------- |
| Essence        |                 |                                     |                              |                      |                         |              |               |
| 1.0 (CR10DE)   | 988             | 4 cylindres, 16 soupapes            | 65 (48)                      | 90                   |                         |              |               |
| 1.0 (CR10DE)   | 988             | 4 cylindres, 16 soupapes            | 68 (50)                      | 96                   |                         |              | Japon         |
| 1.2 (CR12DE)   | 1 240           | 4 cylindres, 16 soupapes            | 65 (48)                      | 110                  | 154                     | 15 s 7       |               |
| 1.2 (CR12DE)   | 1 240           | 4 cylindres, 16 soupapes            | 80 (59)                      | 110                  | 167                     | 13 s 9       |               |
| 1.2 (CR12DE)   | 1 240           | 4 cylindres, 16 soupapes            | 90 (66)                      | 121                  |                         |              | Japon         |
| 1.4 (CR14DE)   | 1 386           | 4 cylindres, 16 soupapes            | 88 (65)                      | 128                  | 172                     | 11 s 9       |               |
| 1.4 (CR14DE)   | 1 386           | 4 cylindres, 16 soupapes            | 98 (72)                      | 137                  |                         |              | Japon         |
| 1.6 (HR16DE)   | 1 598           | 4 cylindres, 16 soupapes            | 110 (81)                     | 153                  | 183                     | 9 s 8        |               |
| Diesel         |                 |                                     |                              |                      |                         |              |               |
| 1.5 dCi        | 1 461           | 4 cylindres, turbo                  | 65 (48)                      | 160                  | 155                     | 17 s         |               |
| 1.5 dCi        | 1 461           | 4 cylindres, turbo                  | 68 (50)                      | 160                  | 156                     |              |               |
| 1.5 dCi        | 1 461           | 4 cylindres, turbo intercooler      | 82 (60)                      | 185                  | 170                     | 12 s 9       |               |
| 1.5 dCi        | 1 461           | 4 cylindres, turbo intercooler      | 86 (63)                      | 185                  | 170                     |              |               |
| 1.5 dCi Euro V | 1 461           | 4 cylindres, turbo intercooler      | 86 (63)                      | 200                  | 171                     | 11 s 9       |               |

### Galerie

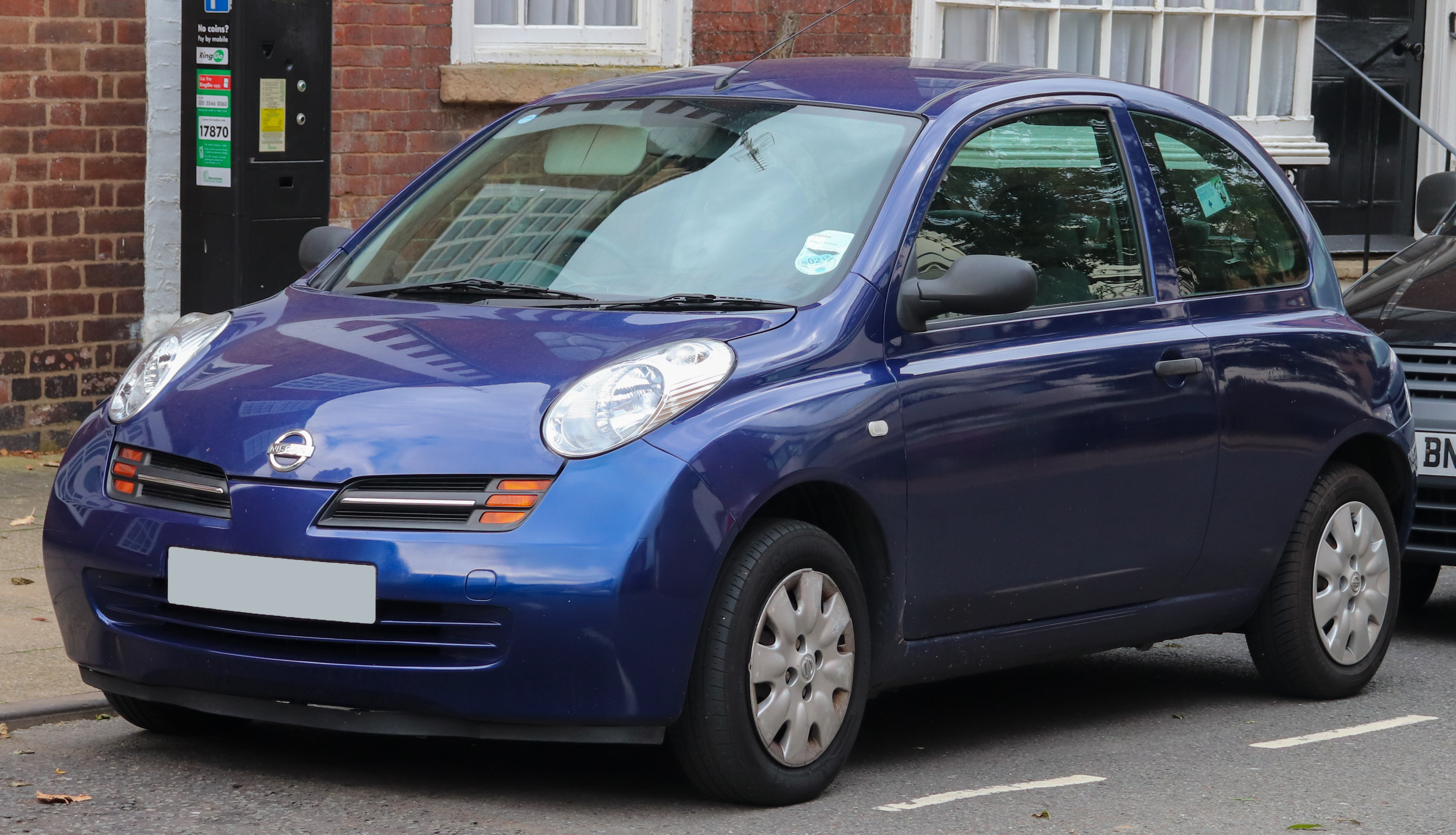
Nissan Micra III phase 1
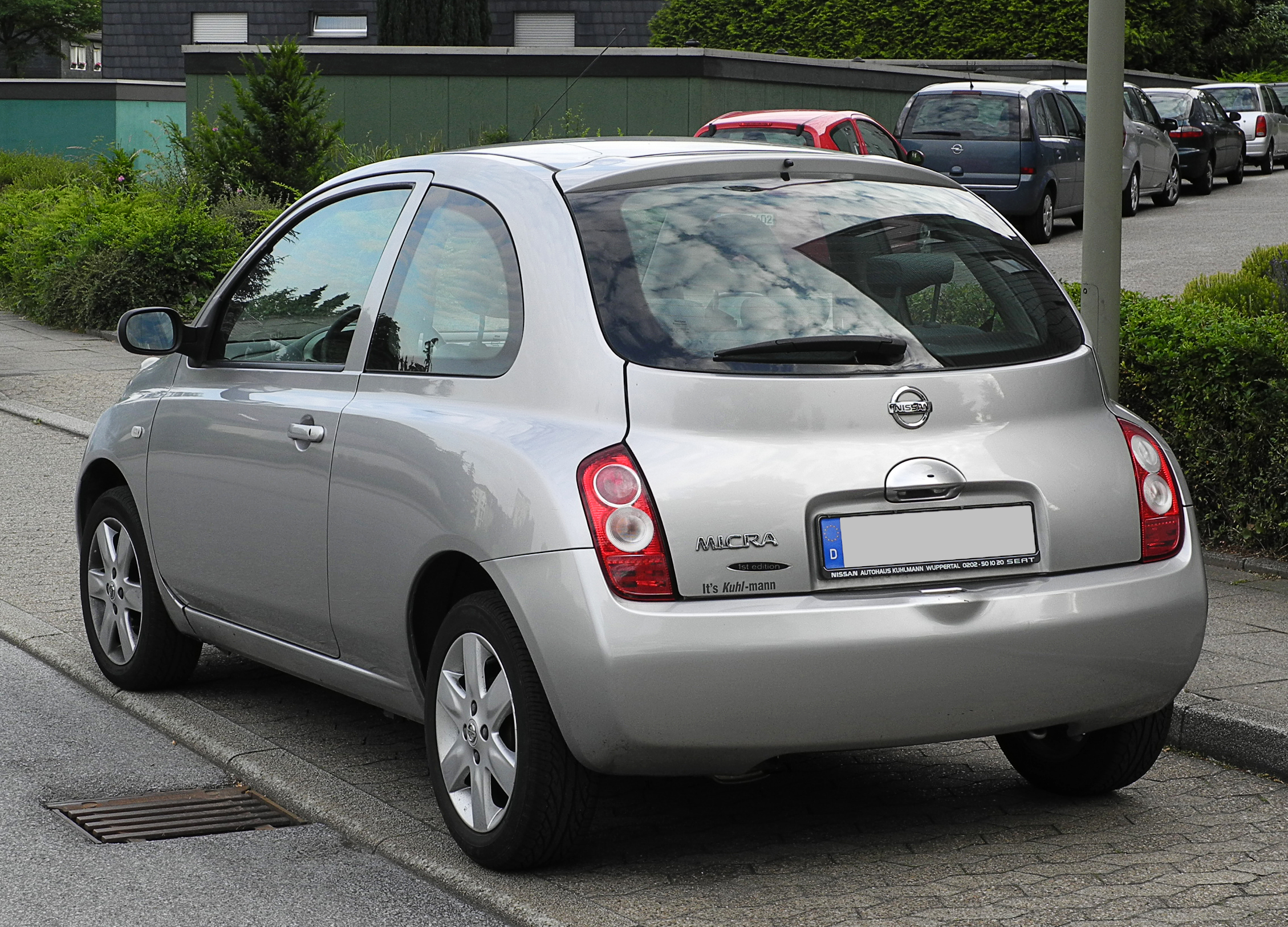
Nissan Micra III phase 1
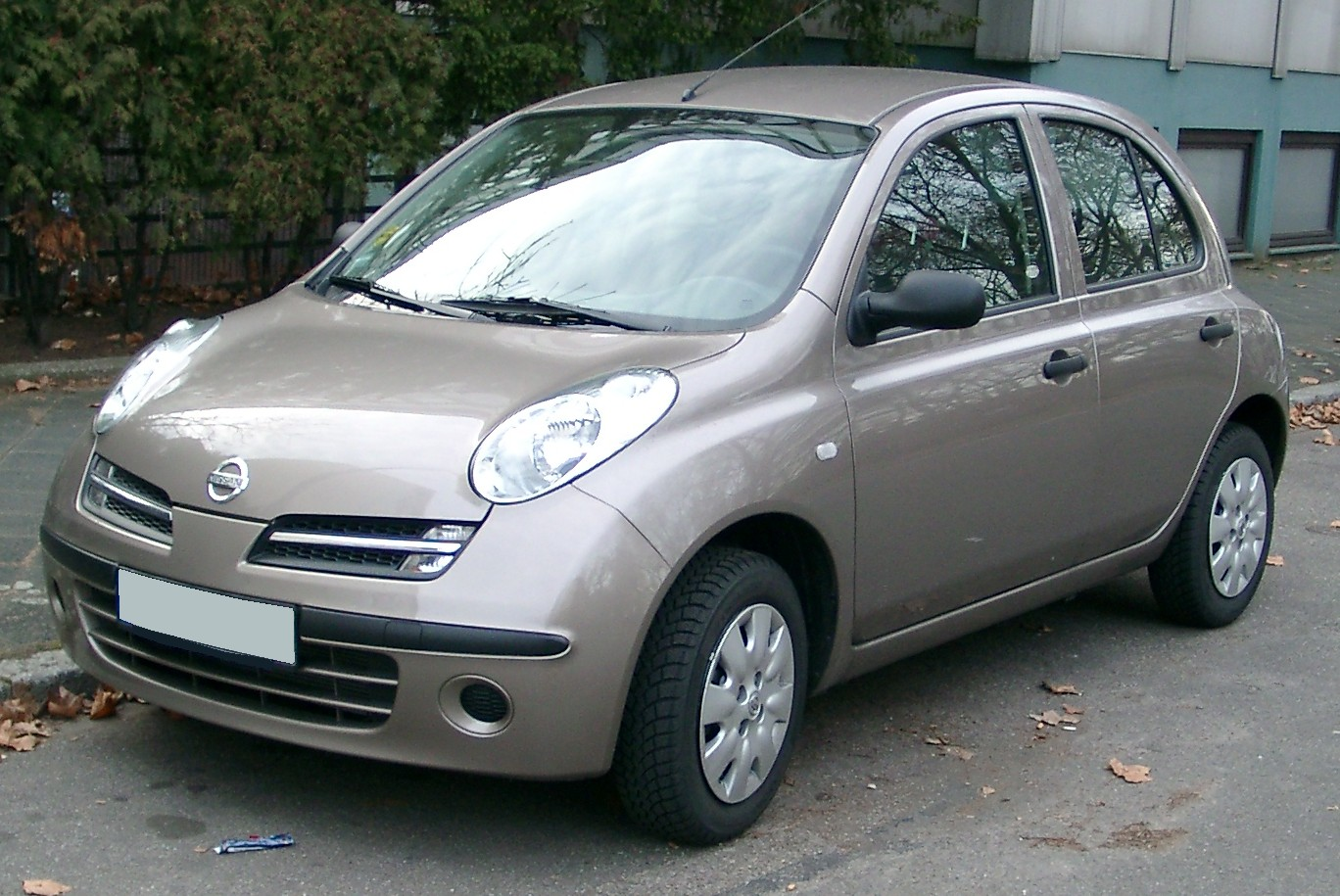
Nissan Micra III phase 2
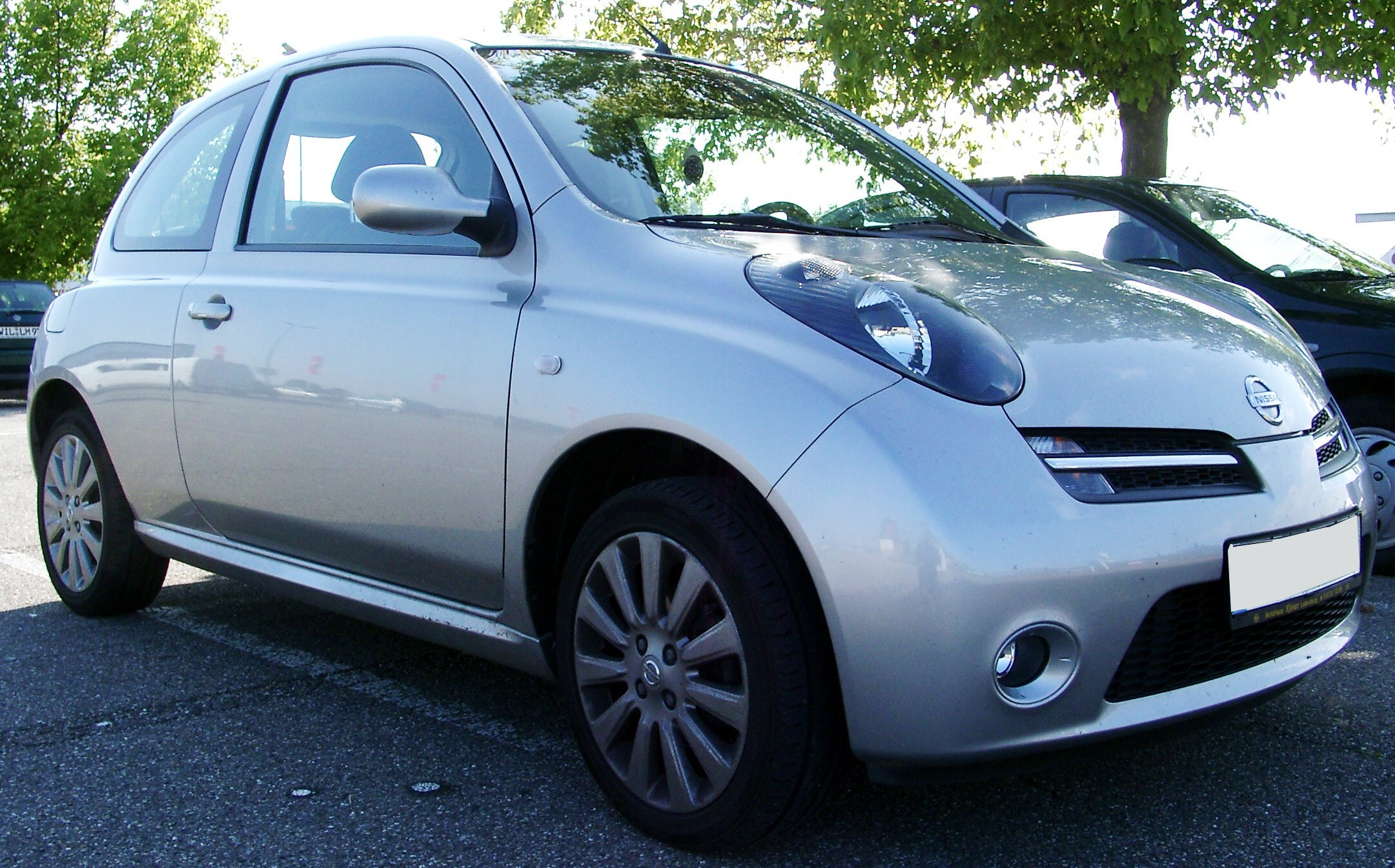
Nissan Micra III phase 3
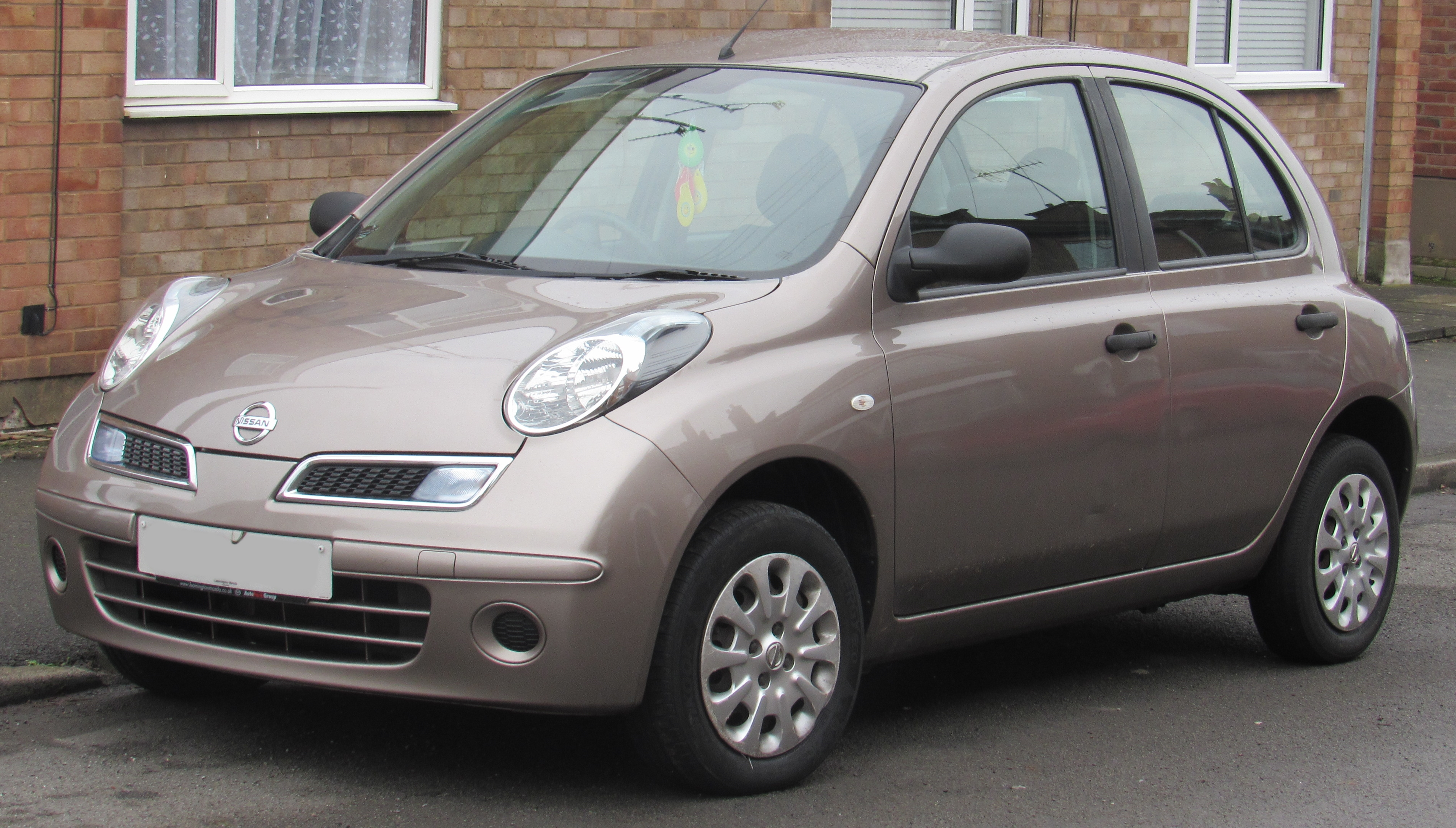
Nissan Micra III phase 4
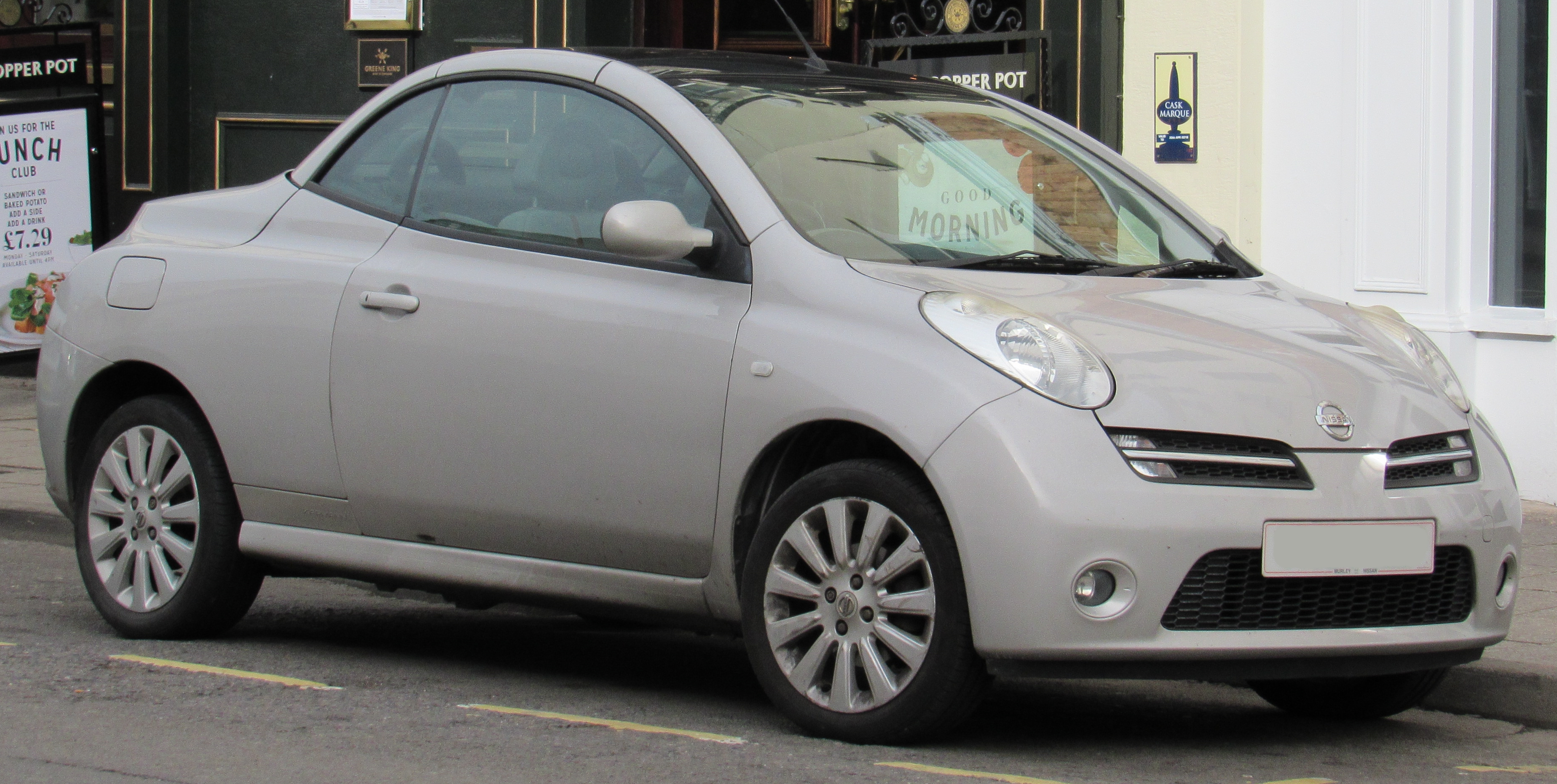
Nissan Micra III C+C
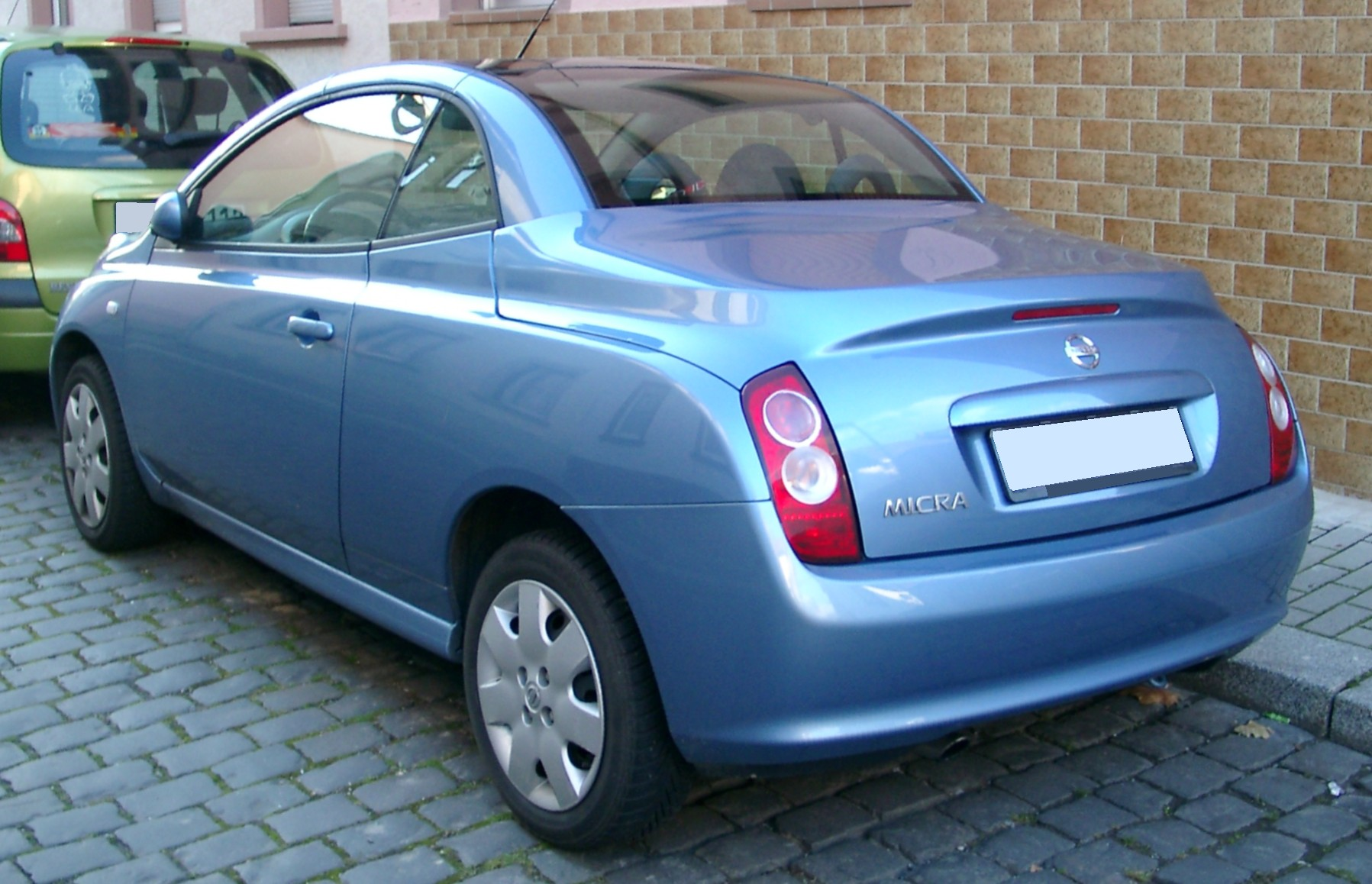
Nissan Micra III C+C
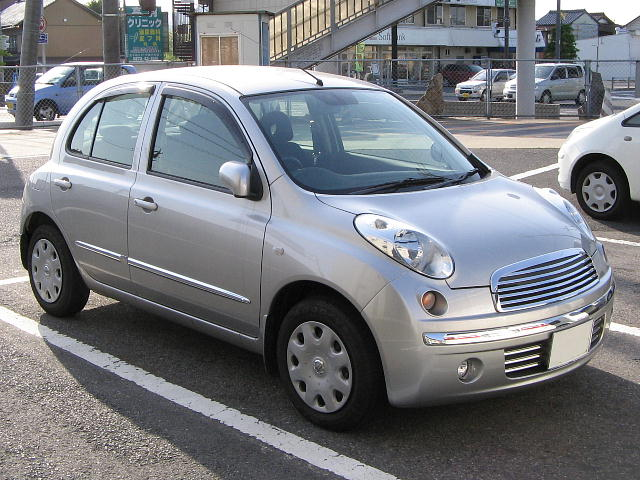
Nissan March III Rafeet phase 1
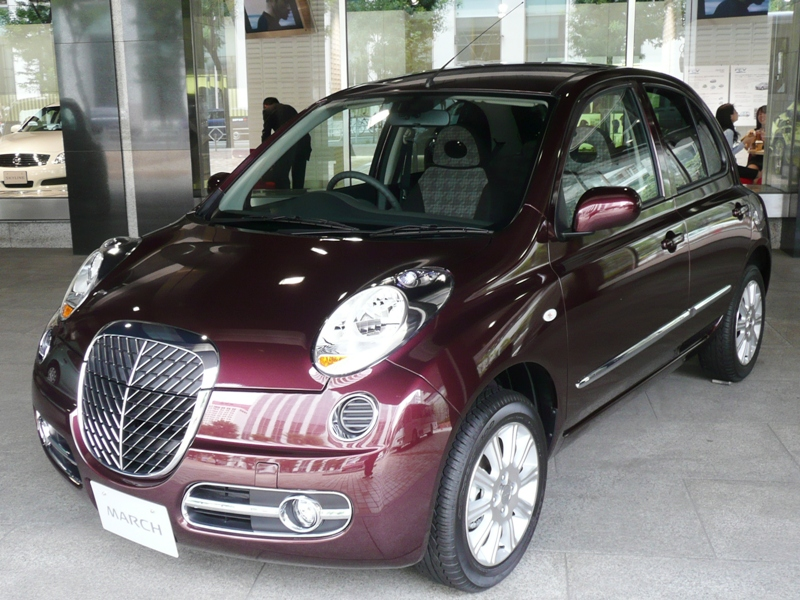
Nissan March III Bolero

## Micra K13 (2010-2017)
Pour les articles homonymes, voir K13.

### Description
Commercialisées au Japon dès juillet 2010, les nouvelles March sont assemblées en Thaïlande et non dans l'usine japonaise d'Oppama, afin de réduire les coûts de fabrication. Les modèles européens sont produits en Inde, où, une fois rebadgée, la Micra devient aussi Pulse chez Renault. La Chine et le Mexique produisent également des Micra pour d'autres marchés. En plus de la boîte CVT, une manuelle à cinq rapports est proposée sur le 1,2 litre de 80 ch.
Disponible uniquement en cinq portes au Japon, elle accueille un moteur 3 cylindres CVTC à 12 soupapes. Comme les blocs des K11 et K12, ce 1 198 cm3 compact est DOHC et délivre ici 79 ch. Il est accouplé à une boîte Xtronic CVT de nouvelle génération. Sur la balance, les K13 oscillent entre 940 kg et 1 040 kg.
Au rayon des finitions, Nissan propose les 12S (standard), 12x et 12 g (« tout confort ») ; ces deux dernières pouvant être associées à la transmission e-4WD. elles seront complétées en 2011 par les modèles Enchanté et 12S-V Package. On découvre notamment en termes d'équipement un système stop-and-start, l'allumage automatique des feux. Les Micra disposent entre autres de six airbags, de l'ESP de série, alors qu'un radar de recul et un système d'aide au créneau sont disponibles sur certaines finitions. Parmi celles-ci, on retrouve la Visa, Acenta, Tekna, ou encore Lolita Lempicka, déjà présente sur la K12.
À l'automne 2011, une version DIG-S (direct injection gasoline supercharger) est ajoutée au catalogue. Elle est dotée du 1,2 litre retravaillé (cycle de Miller) à injection directe combiné à un compresseur type Roots débrayable. Baptisé HR12DDR, il développe 98 ch et permet à la Micra d'atteindre 180 km/h. Une K13 au look sportif est vendue aux Pays-Bas, bénéficiant de l'expressive version SR.
La Micra reçoit un premier restylage en 2013, qui la rapproche de l'identité de marque des autres modèles Nissan.
Elle reste commercialisée sur certains marchés après la présentation de la Micra de cinquième génération, cette dernière étant prioritairement destinée à l'Europe et à l'Afrique du Sud. Par exemple, en Afrique du Sud, la Micra IV reste commercialisée sous l'appellation Micra Active aux côtés de la Micra V. Au Canada, la Micra de quatrième génération reste disponible dans les concessions canadiennes jusqu'en 2020.
En 2021, elle n'est plus commercialisée qu'au Mexique. Elle reçoit dans le pays un important restylage accompagné d'une mise à jour technologique.

### Motorisations
La Nissan Micra K13 a été lancée avec une motorisation à essence à 3 cylindres en ligne, déclinée en version atmosphérique ou avec un compresseur permettant, en Europe, d'afficher 95 g de CO2/km. Le 1,5 L diesel n'est plus disponible que sur le marché indien.
Contrairement à la génération précédente qui était construite au Japon et en Grande-Bretagne, cette quatrième Micra est produite en Inde, en Chine, en Thaïlande, et au Mexique.
| Moteur        | Cylindrée (cm3) | Nombre de cylindres et architecture   | Puissance maximale (ch (kW)) | Couple maximal (N m) | Vitesse maximale (km/h) | 0 à 100 km/h | Disponibilité |
| ------------- | --------------- | ------------------------------------- | ---------------------------- | -------------------- | ----------------------- | ------------ | ------------- |
| Essence       |                 |                                       |                              |                      |                         |              |               |
| 1.2           | 1 198           | 3 cylindres, 12 soupapes              | 80 (59)                      | 110                  | 170                     | 13 s 7       | 2010          |
| 1.2 boîte CVT | 1 198           | 3 cylindres, 12 soupapes              | 80 (59)                      | 110                  | 161                     | 14 s 5       | 2010          |
| 1.2           | 1 198           | 3 cylindres, 12 soupapes, compresseur | 98 (72)                      | 142                  | 183                     | 11 s 3       | 2011          |
| Diesel        |                 |                                       |                              |                      |                         |              |               |
| 1.5 dCi (K9K) | 1 461           | 4 cylindres, 8 soupapes               | 86 (63)                      | 200                  | 171                     | 11 s 9       | 2009 Inde     |

### Finitions
- Design Edition

### Galerie

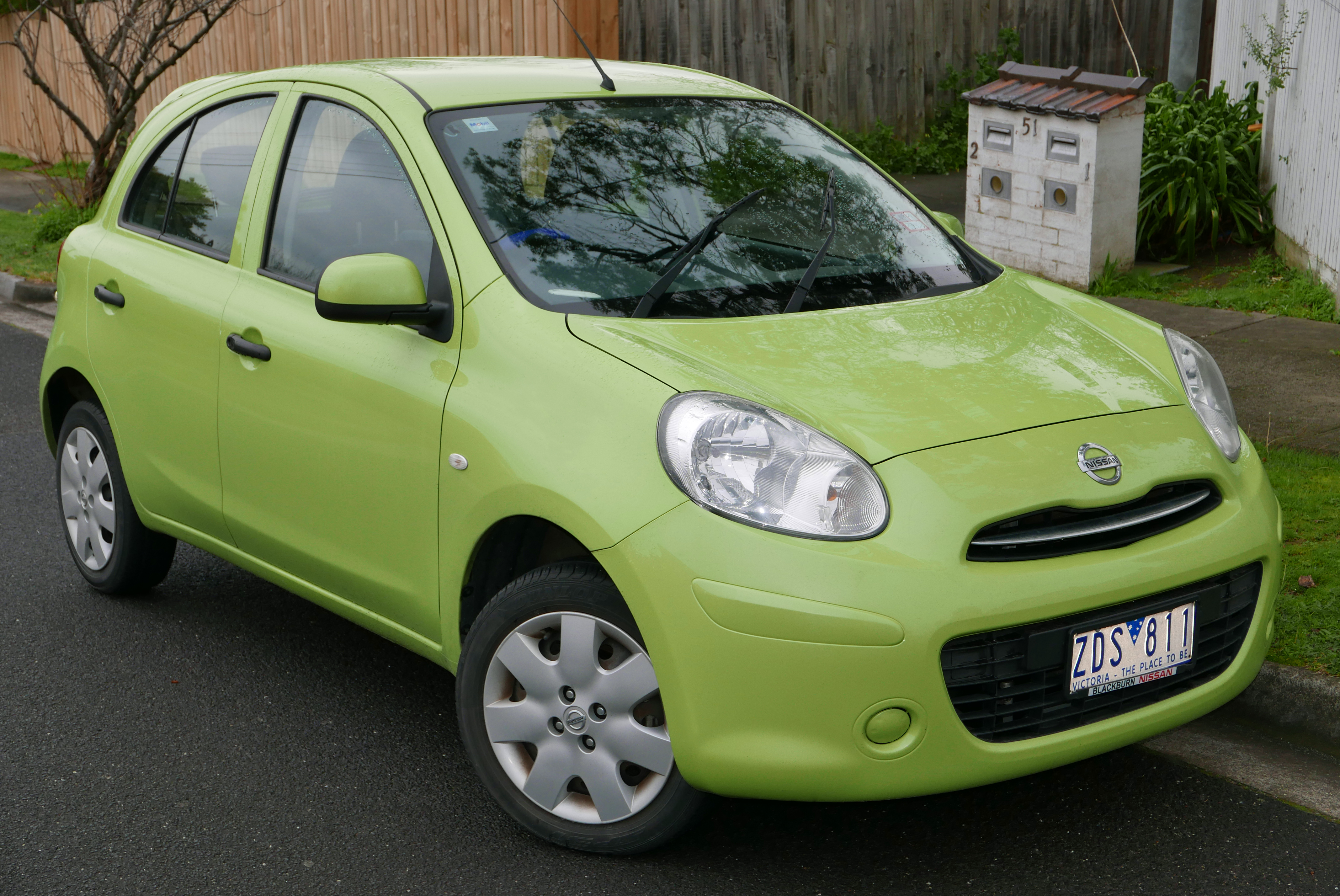
Nissan Micra IV phase 1
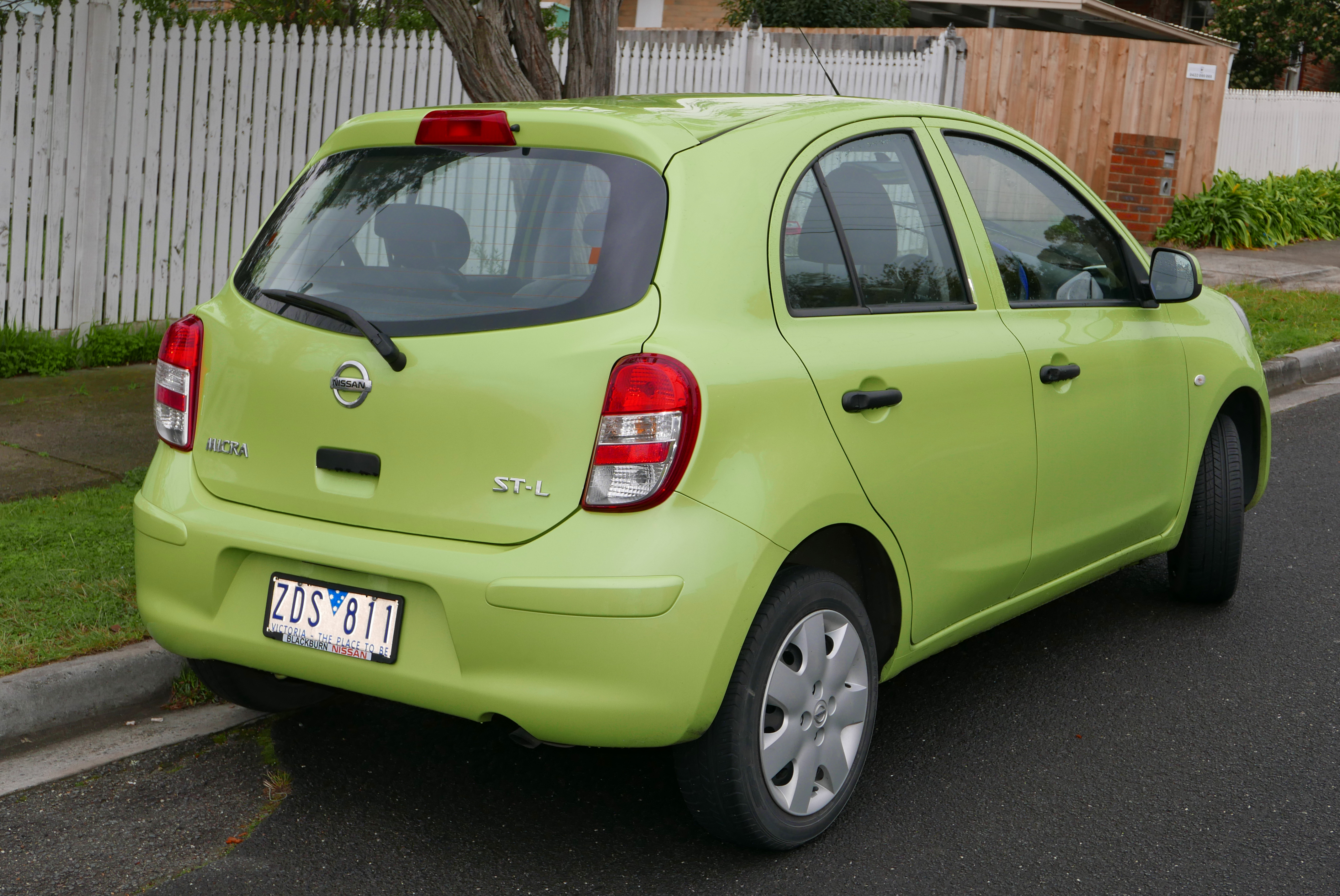
Nissan Micra IV phase 1
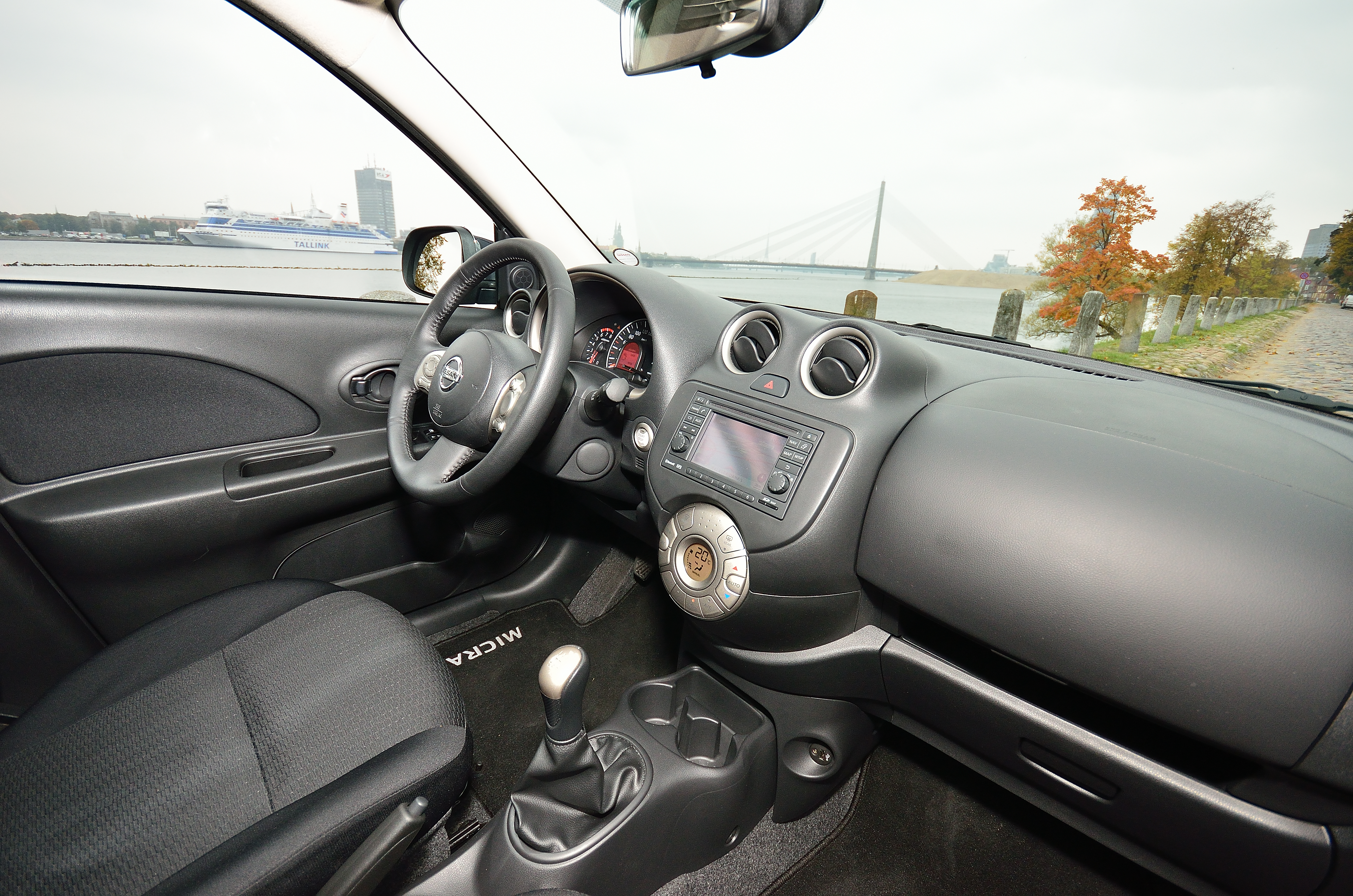
Nissan Micra IV phase 1 (intérieur)
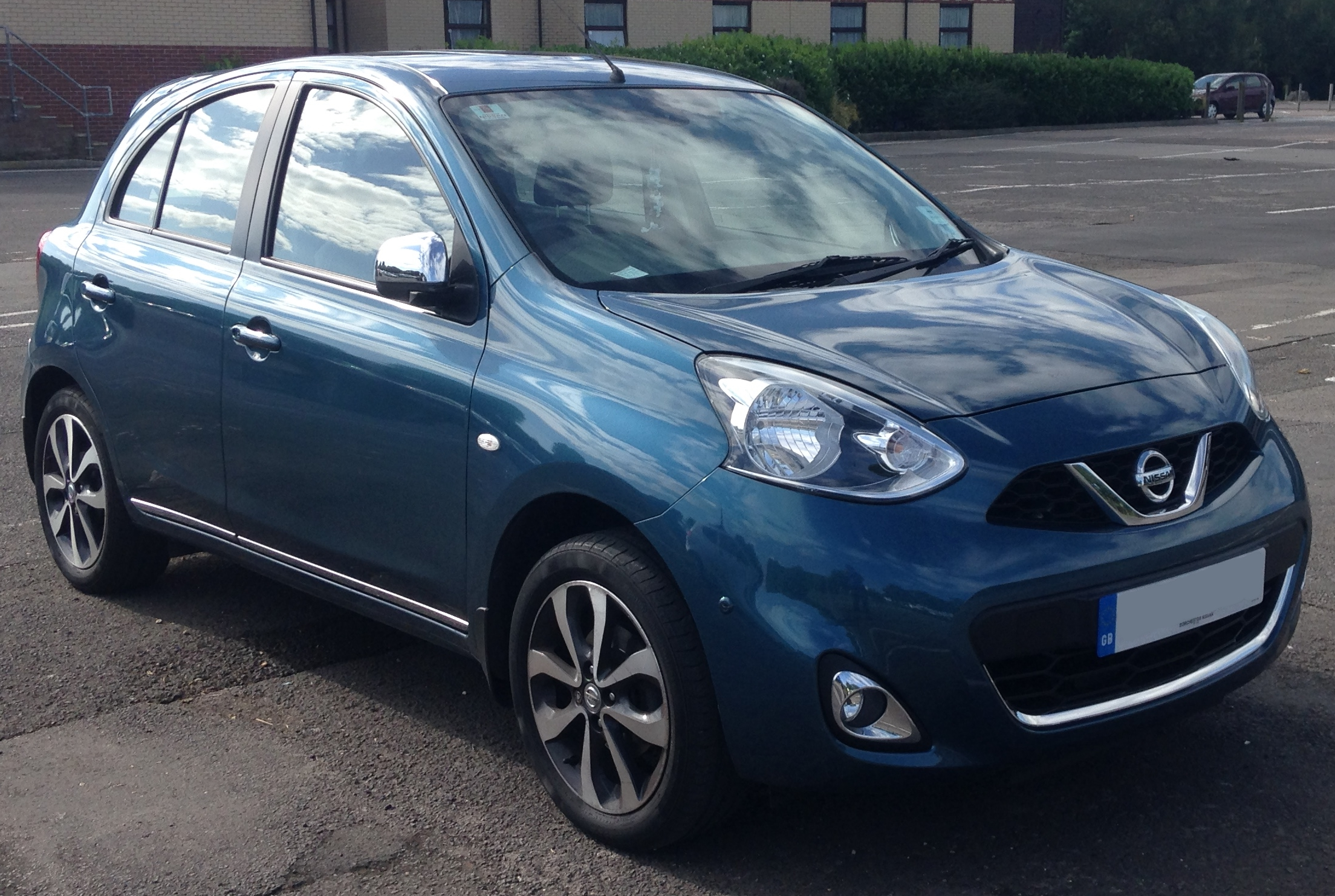
Nissan Micra IV phase 2
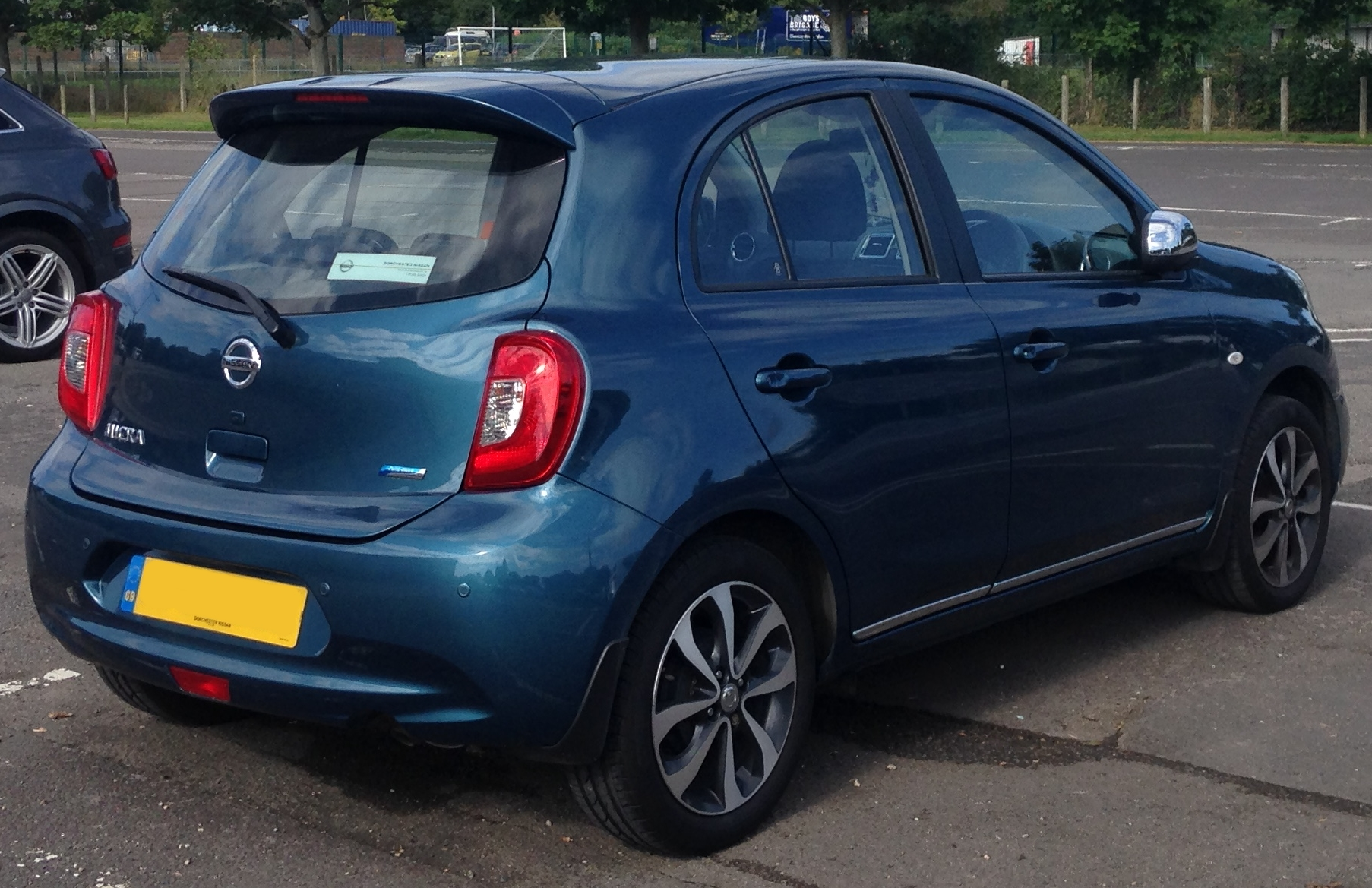
Nissan Micra IV phase 2
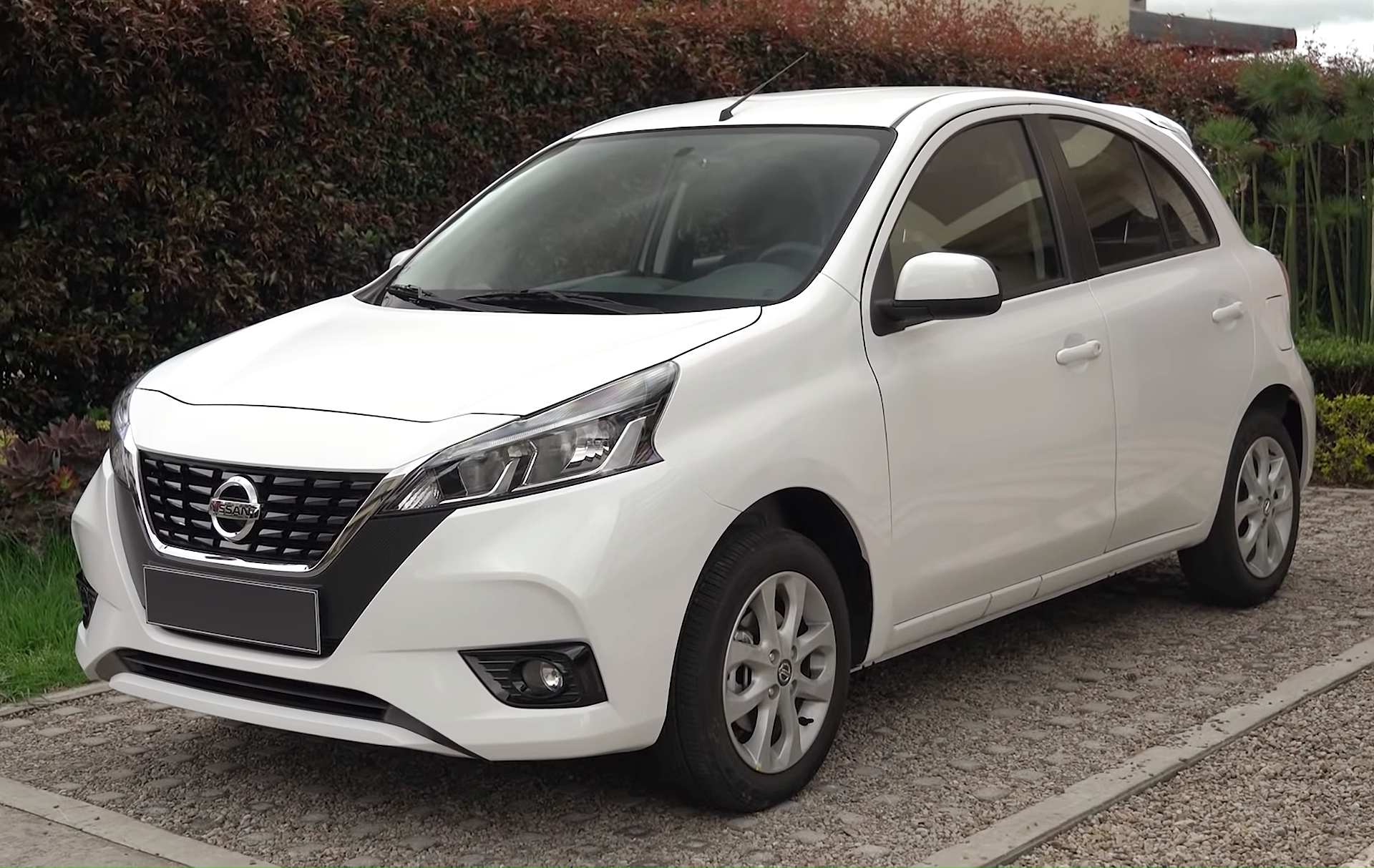
Nissan March IV phase 3 (modèle Amérique latine)
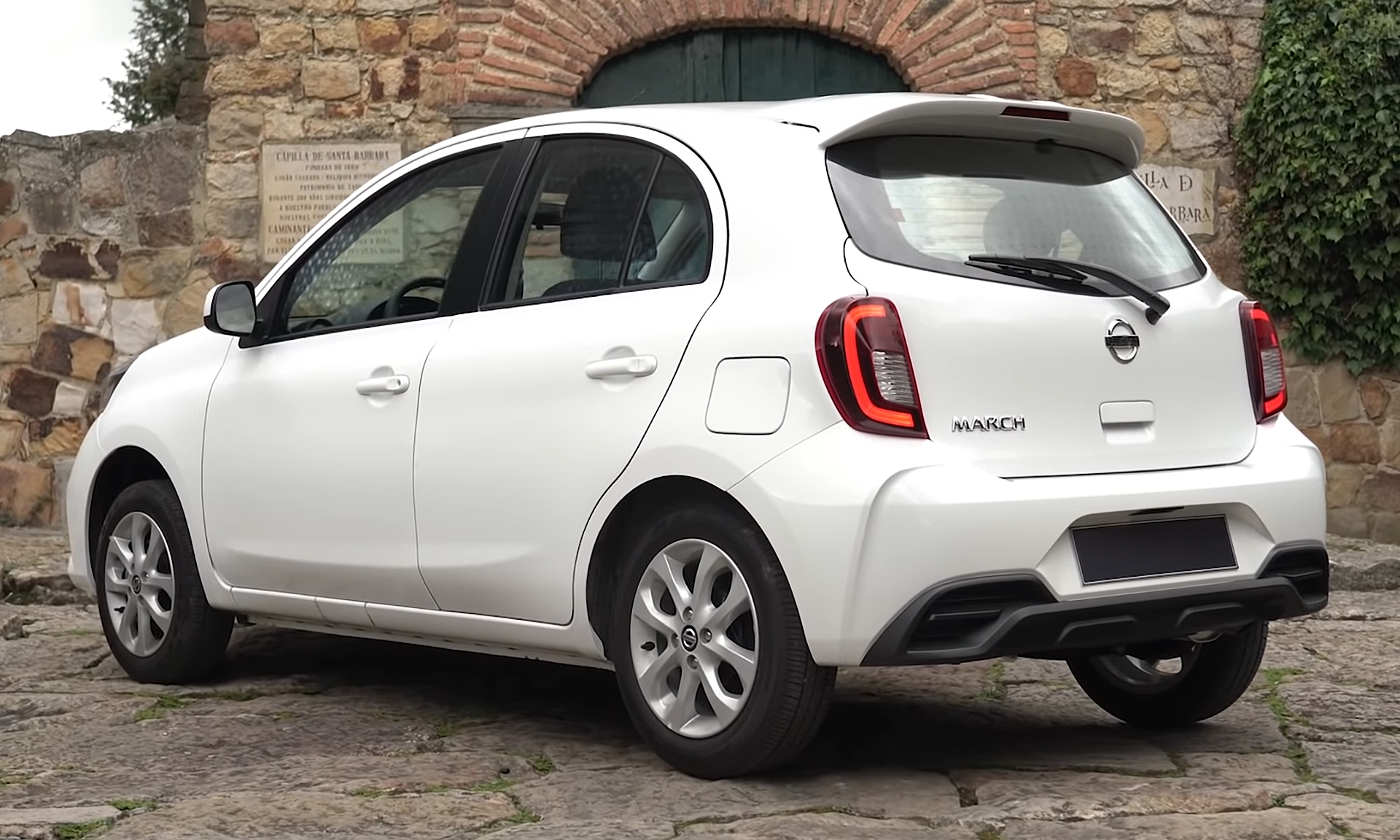
Nissan March IV phase 3 (modèle Amérique latine)
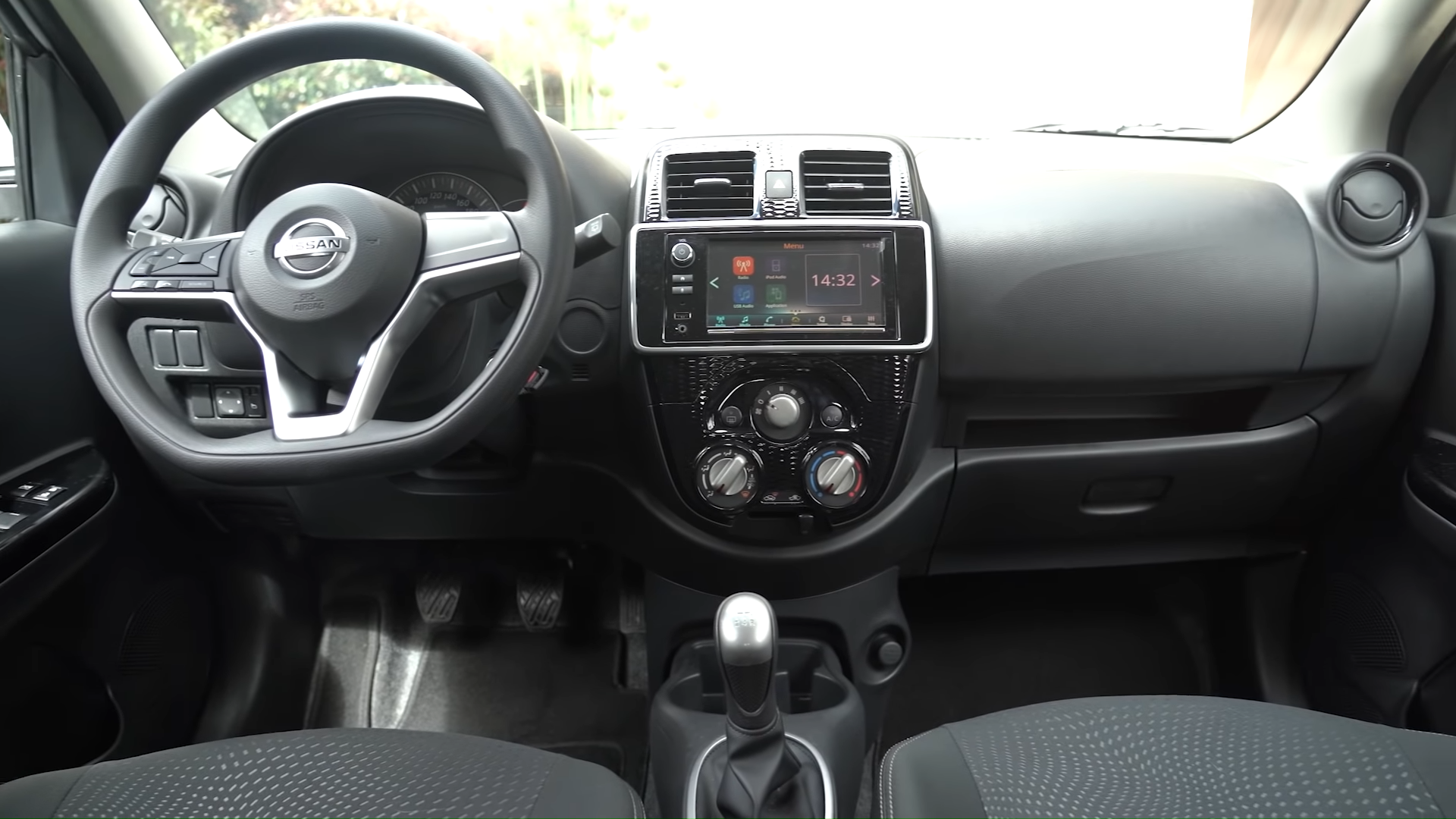
Nissan March IV phase 3 (modèle Amérique latine)
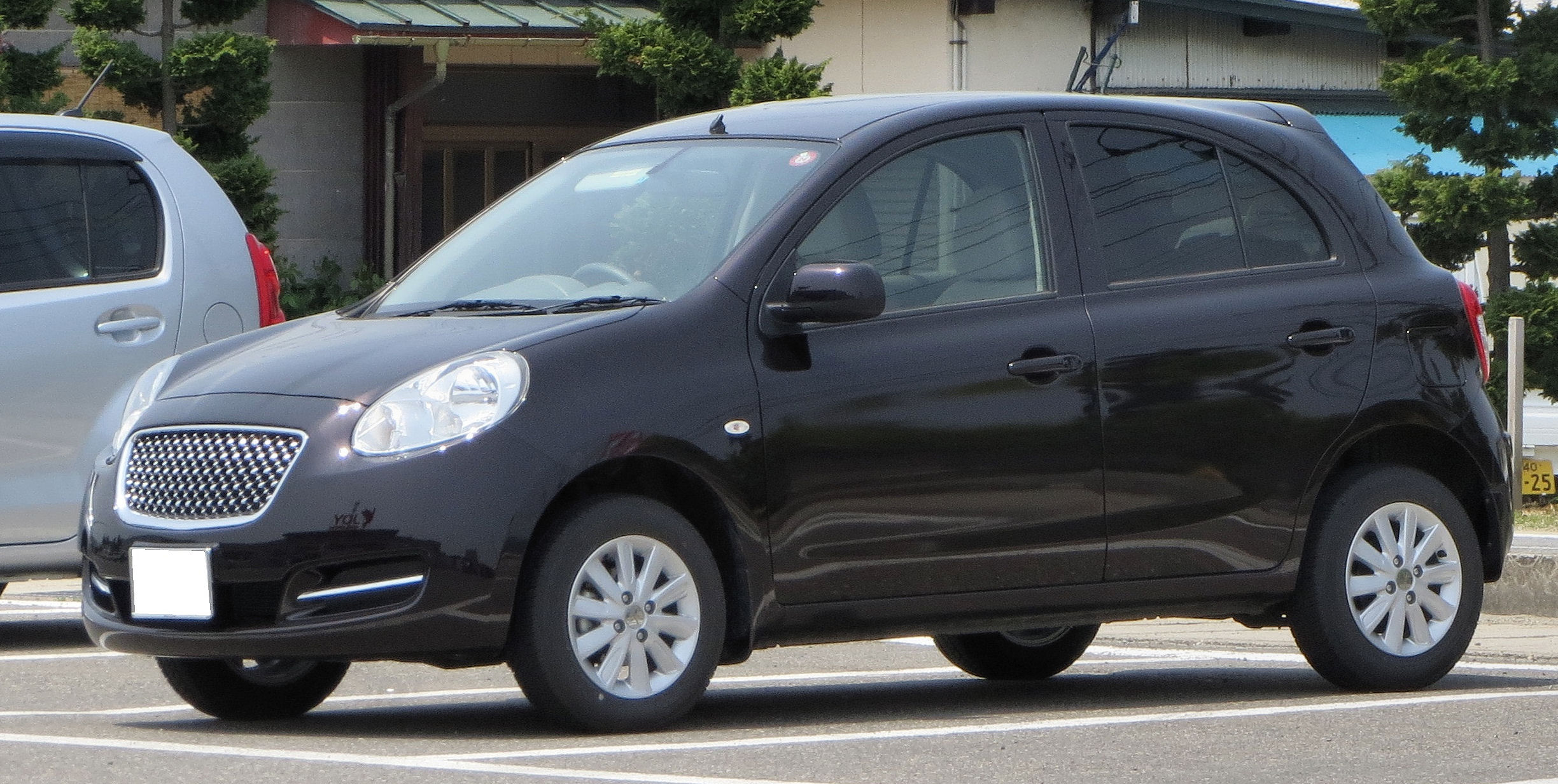
Nissan March IV Bolero

### Renault Pulse
La Renault Pulse est une petite voiture lancée par Renault en Inde et vendue uniquement en Inde. Basée sur la Micra K13, elle est construite à l'usine de Nissan en Inde à Chennai, mais se distingue par un avant et un arrière légèrement modifiés.
Comme la Renault Scala, la Pulse cesse d'être produite en 2017 à cause de ventes insuffisantes.

## Micra K14 (2017-2023)
Pour les articles homonymes, voir K14.
Pour le salon international de l'automobile de Genève 2015, Nissan présente un show car de citadine qui préfigure la Micra V et le nouveau design des futurs modèles. Son nom est Sway.
La cinquième génération de Micra est finalement révélée à l'occasion du Mondial de l'automobile de Paris 2016. Contrairement aux générations précédentes qui étaient destinées à une centaine de pays, celle-ci s'adresse principalement à l'Europe et à quelques rares autres marchés tels que l'Afrique du Sud, la Turquie et le Maroc. Elle profite de l'alliance Renault-Nissan pour être produite à l'usine Renault de Flins, à partir de décembre 2016,.
La Micra reprend les moteurs de la Renault Clio IV, mais contrairement à la croyance populaire, elle n'est pas basée sur cette dernière. Comme la Note II, la Micra K14 reprend en effet la plate-forme "V" de la Micra K13, largement retravaillée,,,.
La Micra de cinquième génération est uniquement disponible en version cinq portes. Elle voit ses dimensions revues à la hausse : elle gagne 17 cm en longueur et 7,7 cm en largeur, ce qui en fait le modèle le plus large de sa catégorie. Lors de sa présentation, la presse spécialisée salue le design plus dynamique qu'auparavant, la qualité de fabrication de l'intérieur en nette hausse et le niveau d'équipement fourni,.

### Phase 2
Un léger restylage de la Micra est présenté le 16 novembre 2020.
La fabrication s'arrête en 2023.

### Motorisations
À son lancement en mars 2017, la Micra est disponible en deux motorisations fournies par Renault : un diesel de 1,5 L et un trois cylindres turbocompressé de 0,9 L développant tous deux 90 ch. Afin de répondre aux nouvelles normes antipollution, le 0,9 litre est remplacé en 2019 par un 3 cylindres 1,0 litre répondant à la norme Euro 6d Temp, disponible en trois puissances (71, 100 et 117 ch).
| Logo de Nissan             | Nissan Micra                 | Nissan Micra                 | Nissan Micra                 | Nissan Micra                 | Nissan Micra                 | Nissan Micra                |
| Logo de Nissan             | IG-T 90                      | IG 71                        | IG -T 92 / 100               | IG -T 92 / 100               | DIG-T 117                    | dCi 90                      |
| -------------------------- | ---------------------------- | ---------------------------- | ---------------------------- | ---------------------------- | ---------------------------- | --------------------------- |
| Disponibilité              | 2017 - 2018                  | 2019 - 2021                  | 2019 - 2021 2021 -           | 2019 - 2021 2021 -           | 2019 - 2021                  | 2017 - 2019                 |
| Moteur                     | 3-cylindres en ligne essence | 3-cylindres en ligne essence | 3-cylindres en ligne essence | 3-cylindres en ligne essence | 3-cylindres en ligne essence | 4-cylindres en ligne diesel |
| Admission                  | Turbocompressé               | Atmosphérique                | Turbocompressé               | Turbocompressé               | Turbocompressé               | Turbocompressé              |
| Cylindrée (cm3)            | 898                          | 999                          | 999                          | 999                          | 999                          | 1 461                       |
| Puissance fiscale (CV)     | 4                            | 4                            | 5                            | 6                            | 6                            | 5                           |
| Puissance maximale ch (kW) | 90 (66)                      | 71 (52)                      | 100 (74) 92 (67)             | 100 (74) 92 (67)             | 117 (86)                     | 90 (66)                     |
| au régime de : (tr/min)    | 5 500                        | 6 300                        | 5 000                        | 5 000                        | 5 250                        | 4 000                       |
| Couple maximal (N m)       | 140                          | 95                           | 160                          | 144                          | 180                          | 220                         |
| au régime de : (tr/min)    | 2 250                        | 3 500                        | 2 750                        | 2 000                        | 1 750 à 3 750                | 1 750                       |
| Boîte de vitesses          | Manuelle 5 rapports          | Manuelle 5 rapports          | Manuelle 5 rapports          | CVT variation continue       | Manuelle 6 rapports          | Manuelle 5 rapports         |
| Transmission               | Traction                     | Traction                     | Traction                     | Traction                     | Traction                     | Traction                    |
| Vitesse maximale (km/h)    | 175                          | 158                          | 184                          | N.C.                         | 195                          | 179                         |
| 0-100 km/h (s)             | 12,1                         | 16,4                         | 10,9                         | 13,0                         | 9,9                          | 11,9                        |
| Consommation (L/100 km)    | 5,6/3,7/4,4                  | 6,4/4,7/5,3                  | 5,6/3,9/4,5                  | 5,7/4,4/4,9                  | 6,1/4,2/5,0                  | 4,8/3,6/4,1                 |
| Émissions de CO2 (g/km)    | 99                           | 121                          | 103                          | 111                          | 114                          | 107                         |
| Masse à vide (kg)          | 1 053                        | 1 045                        | 1 135                        | N.C.                         | 1 170                        | 1 140                       |
| Capacité du réservoir (L)  | 41                           | 41                           | 41                           | 41                           | 41                           | 41                          |
| Norme environnementale     | Euro 6c                      | Euro 6d Temp                 | Euro 6d Temp                 | Euro 6d Temp                 | Euro 6d Temp                 | Euro 6d Temp                |

### Finitions
- Visia
- Visia Pack
- Acenta
- Business Edition
- N-Connecta
- Tekna
- N-Sport

#### Séries limitées
- Made in France, 2017 (500 exemplaires[21])
- Made in France, 2018 (400 exemplaires[22])
- Made in France, 2019 (1 000 exemplaires[23])
- N-Tec, 2020 (1 200 exemplaires[24])
- Made in France, 2020 (1 000 exemplaires[25])
- Enigma, 2021 (500 exemplaires[26])
- Kiiro, 2022 (400 exemplaires[27])

### Galerie d'images

Nissan Micra au Mondial de l'automobile de Paris 2016
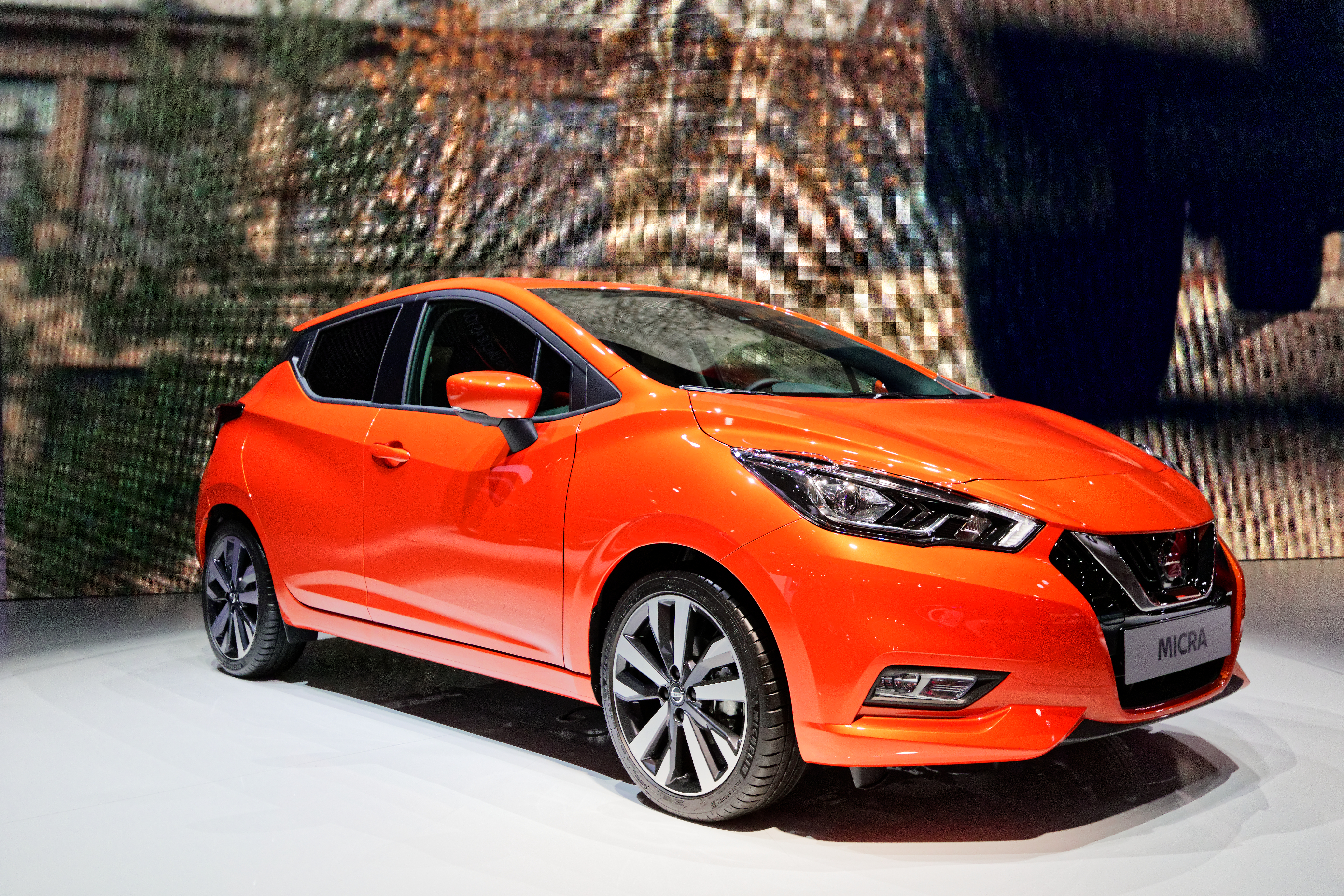
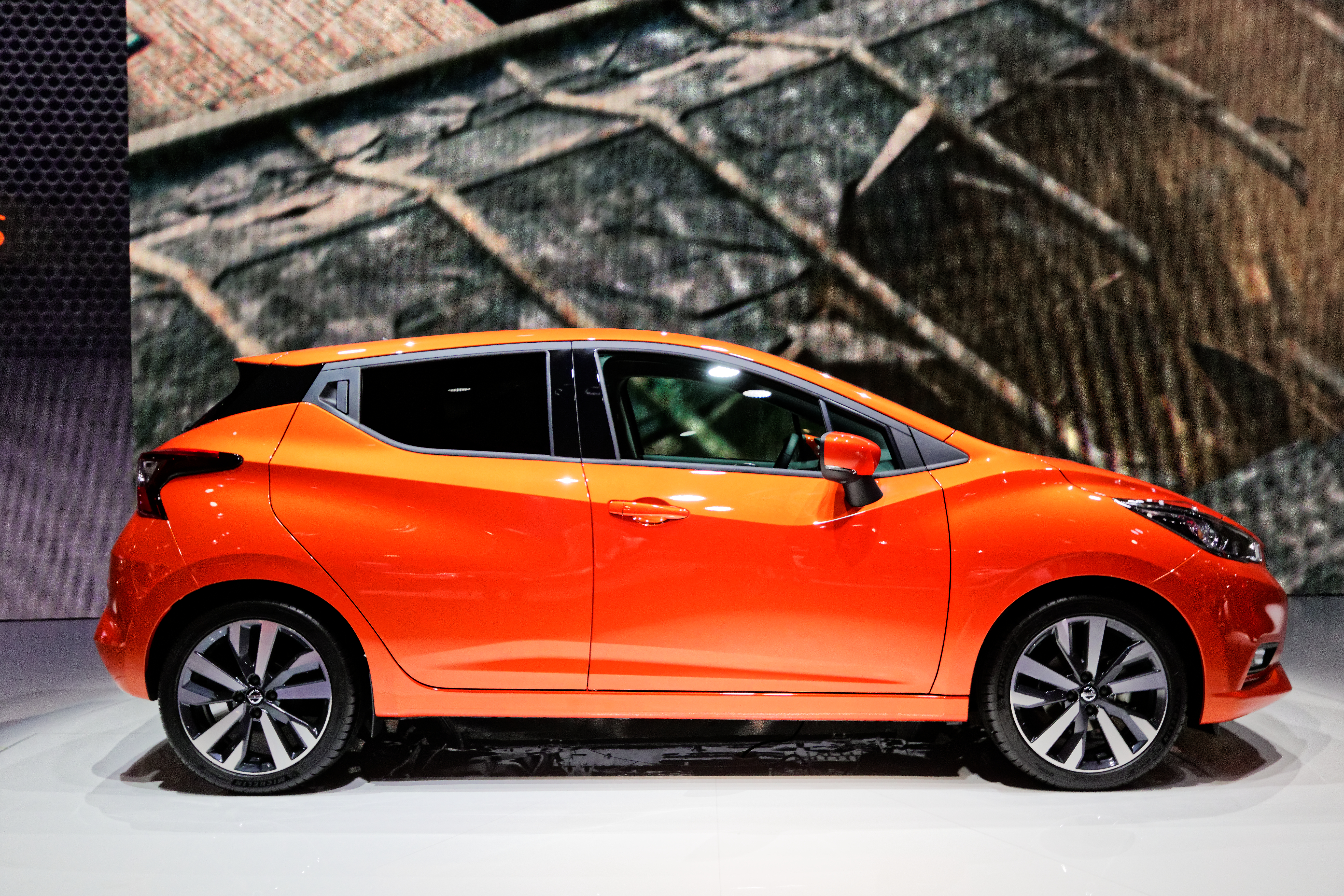
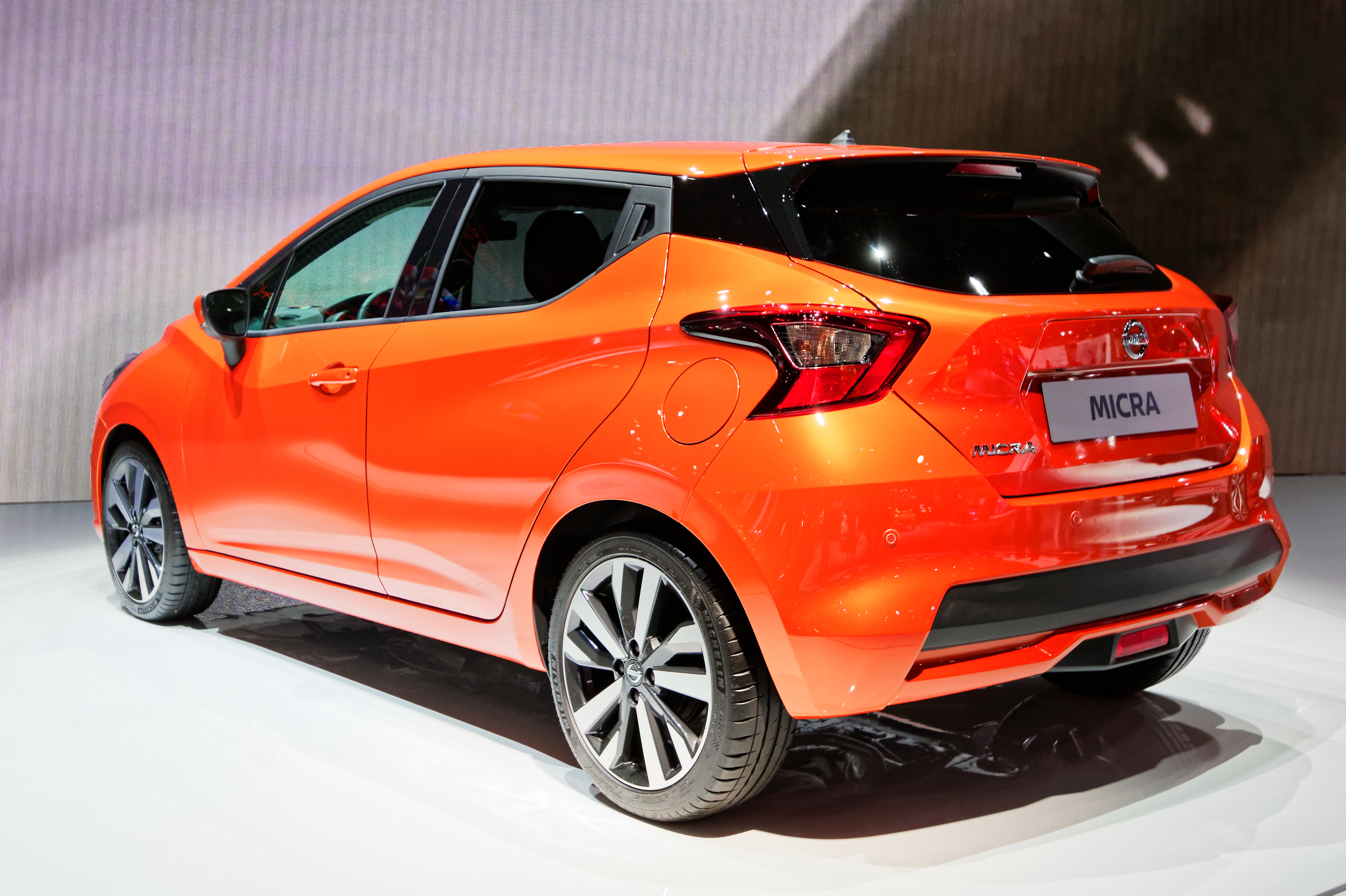
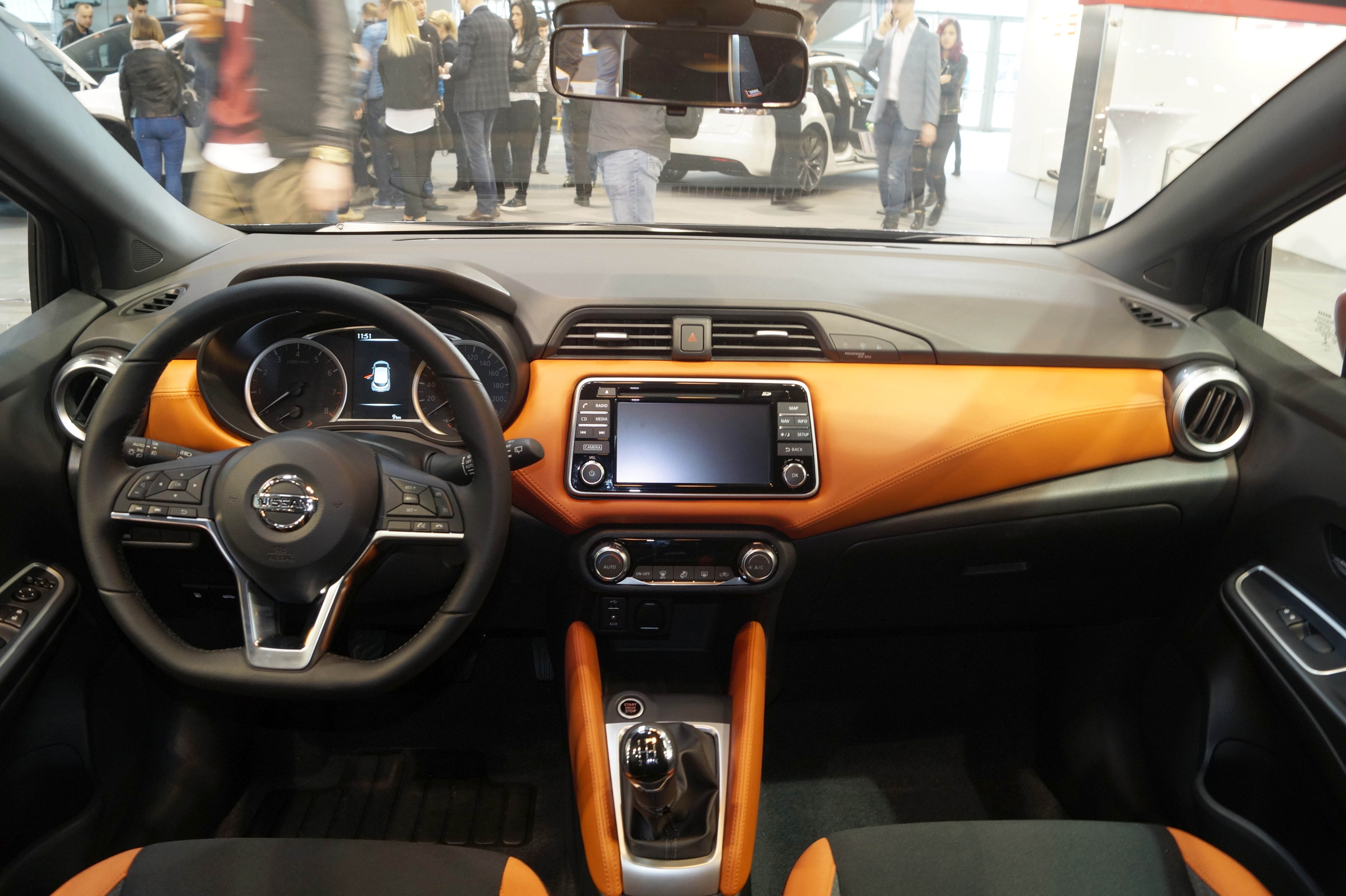

## Micra K15 (2026-)
La sixième génération de Micra est préfigurée par le concept car Nissan Concept 20-23 présenté en septembre 2023 à l'occasion des 20 ans du centre de style Nissan implanté à Londres.
La Micra VI est uniquement disponible en motorisation électrique. Elle repose sur la plateforme technique AmpR Small, dédiée aux voitures électriques du segment B de l'Alliance Renault-Nissan-Mitsubishi et anciennement dénommée plateforme CMF-B EV, et reprend l'architecture de la Renault 5 E-Tech Electric.

## La March/Micra et le sport
Tout au long de sa carrière, la March/Micra a été plébiscitée pour courir en sport automobile. De nombreux pilotes, amateurs comme professionnels, l'ont d'ailleurs retenue pour faire leurs premières armes en compétition. Lancées en 1984 au Japon, les désormais célèbres courses « one-make » (mono modèles) de la March Cup ont été un formidable vivier de nouveaux talents. Les K10 ont également été malmenées sur des pistes difficiles de rallyes nationaux et internationaux, et ont même eu droit à leur version Super Silhouette. Conduite à l'époque par Masahiko Kondo, cette March hors norme a fait parler d'elle grâce à son style radical et son bloc E15 (1 487 cm3) de 160 ch / 17,5 mkg.
La génération K11 fut elle aussi largement utilisée en course, avec notamment le Micra Challenge et la Nissan Star Cup en Europe dans les années 1990. Une version 4 roues motrices et directrices sera même engagée au trophée Andros entre 1997 et 1998, motorisée par un VQ30DE (v6 de Nissan Maxima QX)de 420 ch / 43,8 mkg Des versions similaires courent encore en rallycross ou autocross. Autech, qui en plus de produire des modèles originaux, a également construit l'étonnante Mid-11, avec un SR20VE de 204 ch / 21 mkg en position centrale arrière.
Les K12 sont aussi très appréciées en compétition, particulièrement au Japon. De nombreux préparateurs se sont penchés sur ces petites Nissan, certains tuners proposeront des pièces performances (Impul et ses kit compresseurs par exemple) ou des véhicules complets (Nismo S-tune) RML a aussi élaboré une K12 survoltée nommée Micra R, qui accueille dans son coffre un QG20DE de 265 ch issu d'une primera de BTCC, avant de prendre le nom de Micra 350SR, une fois le moteur remplacé par un V6 VQ35DE de 350Z développant 310 ch.
Aujourd'hui, c'est au tour des K13 de courir dans le championnat one-make de Nissan.

### Galerie

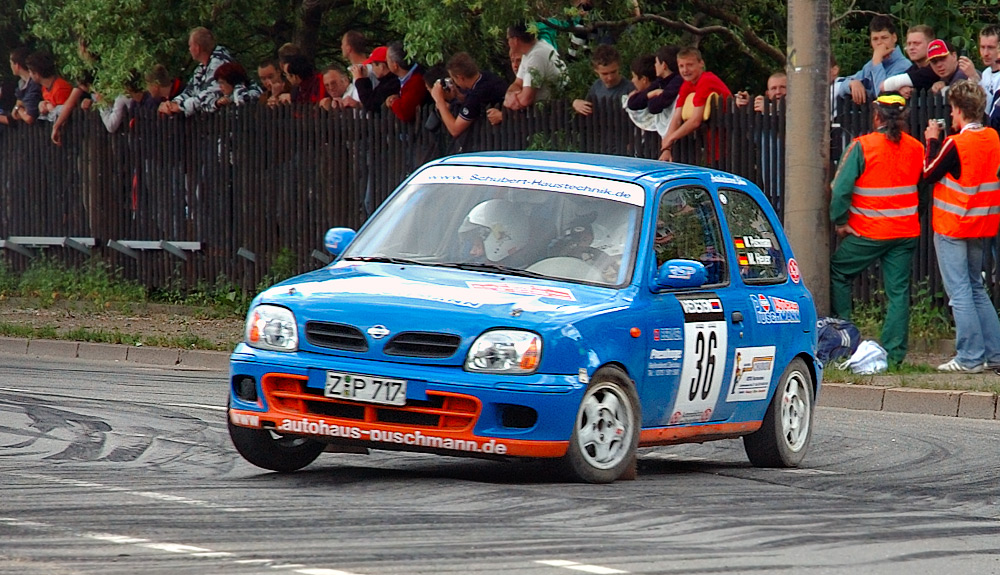
Micra K11 rally.
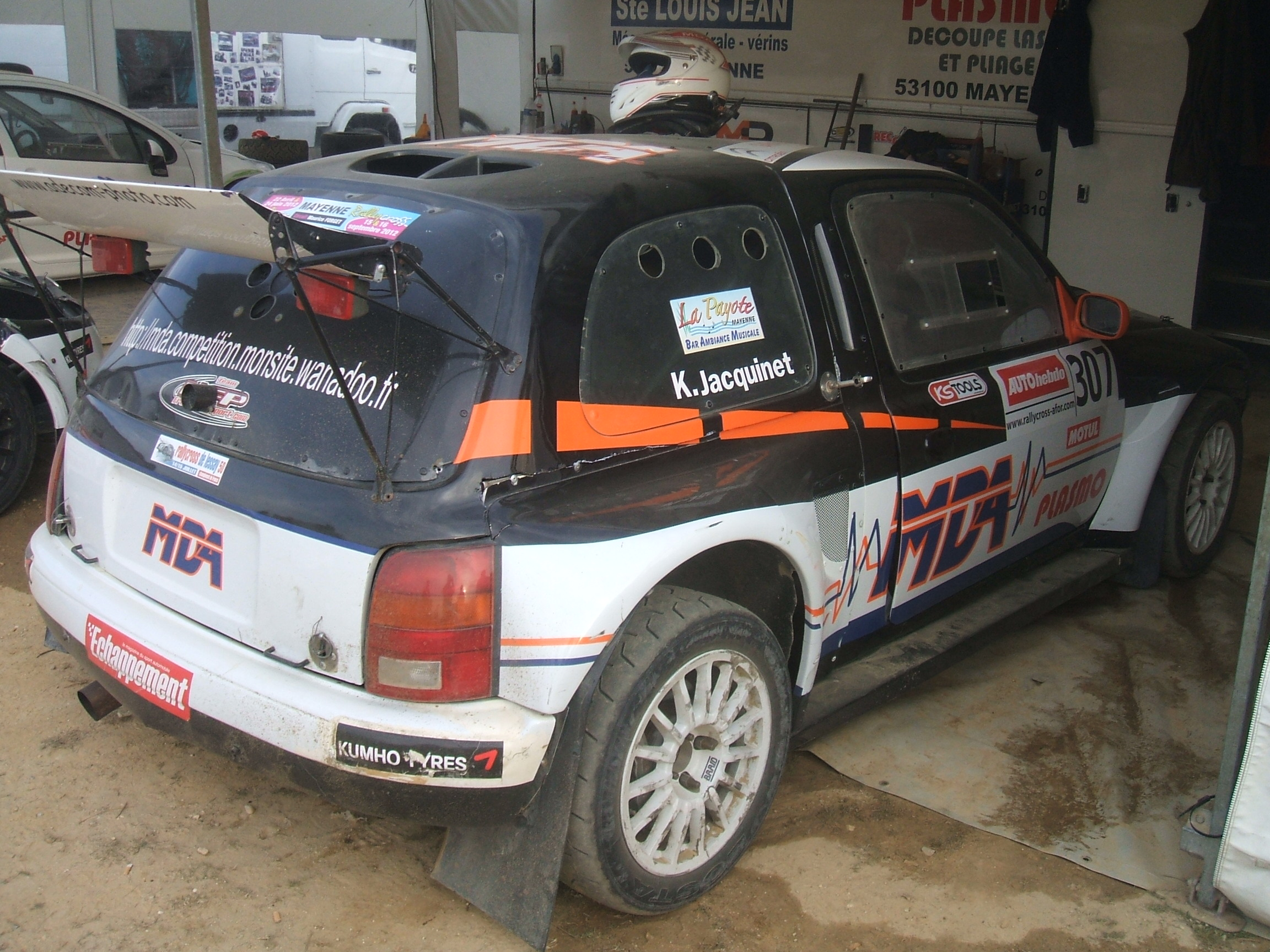
Micra K11 T3f Rallycross (Kevin Jacquinet).
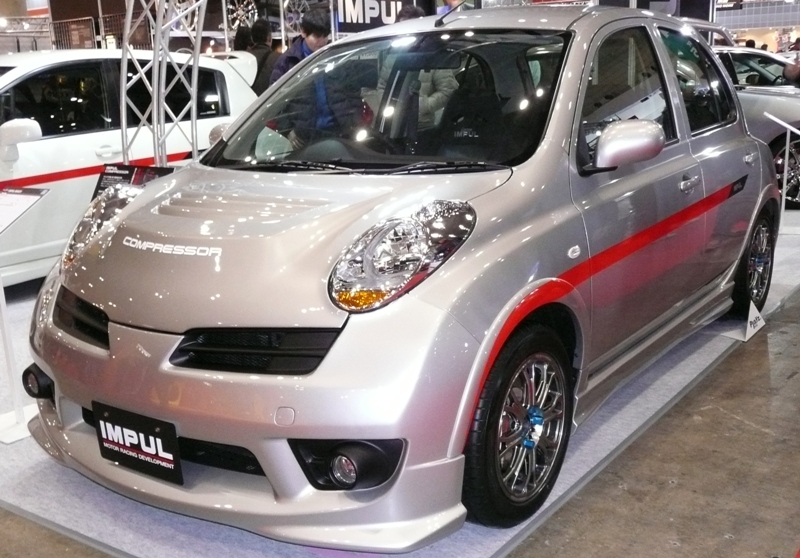
Impul March K12.
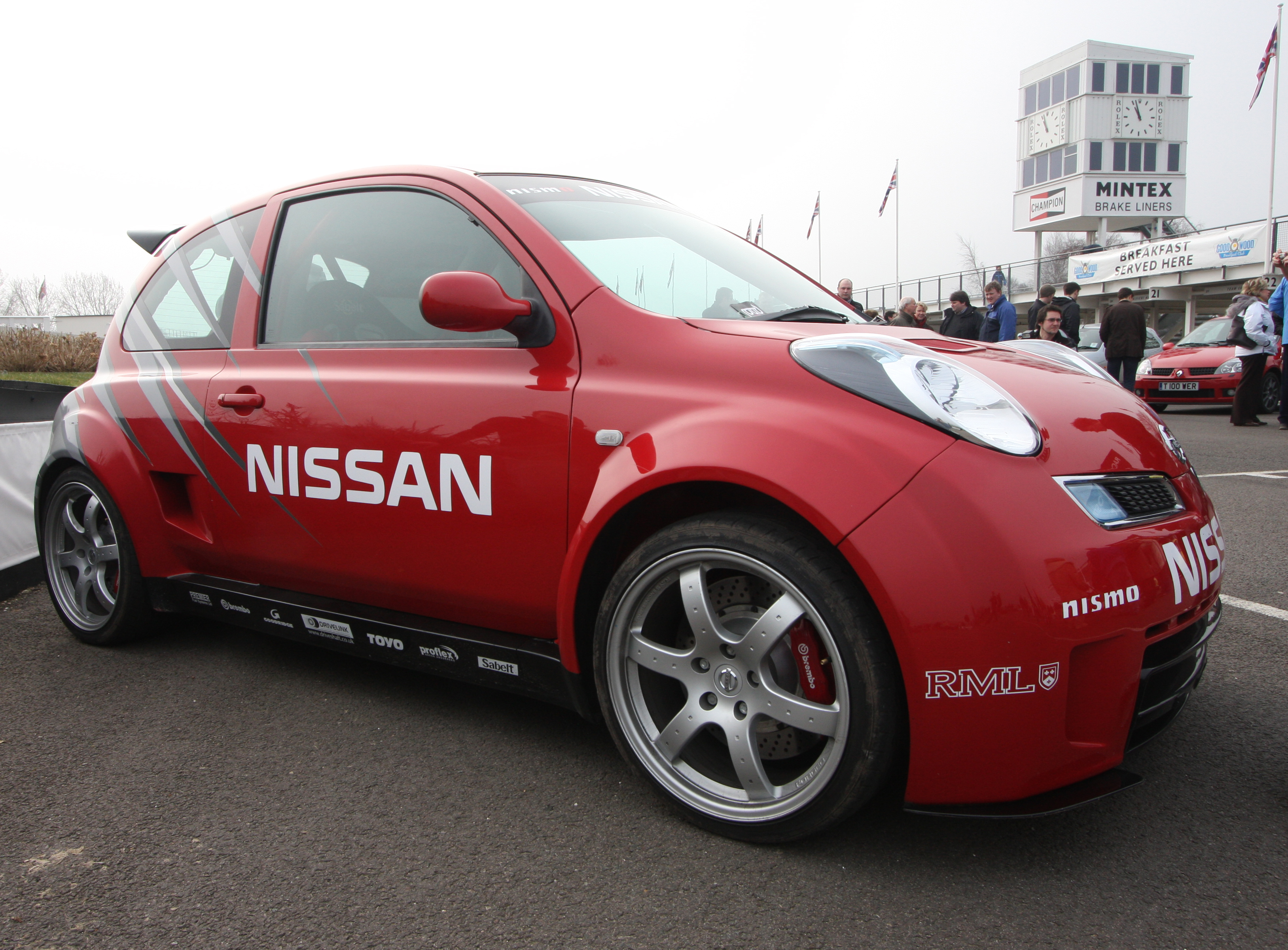
Micra R/350SR.